# Liste der Biografien/Joa–Jog
Liste der Biografien |
Portal Biografien |
Personensuche
# |
A |
B |
C |
D |
E |
F |
G |
H |
I |
J |
K |
L |
M |
N |
O |
P |
Q |
R |
S |
T |
U |
V |
W |
X |
Y |
Z |
?
 
Ja |
Jb |
Jd |
Je |
Jh |
Ji |
Jj |
Jl |
Jn |
Jm |
Jo |
Jp |
Jr |
Js |
Jt |
Ju |
Jv |
Jw |
Jy
 
Joa–Jog |
Joh |
Joi–Jom |
Jon |
Joo |
Jop |
Jor |
Jos |
Jot |
Jou |
Jov |
Jow |
Jox |
Joy |
Joz
Die Liste der Biografien führt alle Personen auf, die in der deutschsprachigen Wikipedia einen Artikel haben. Dieses ist eine Teilliste mit 615 Einträgen von Personen, deren Namen mit den Buchstaben „Joa“ – „Jog“ beginnt.

## Joa–Jog

### Joa
- Joa, Leonhard (1909–1981), deutscher Automobilrennfahrer
- Joa, Matthias (* 1981), deutscher Politiker (AfD), MdL
- Joa, Norbert (* 1961), deutscher Journalist und Moderator
- Joachim, Großvater Jesu ChristiJoachim

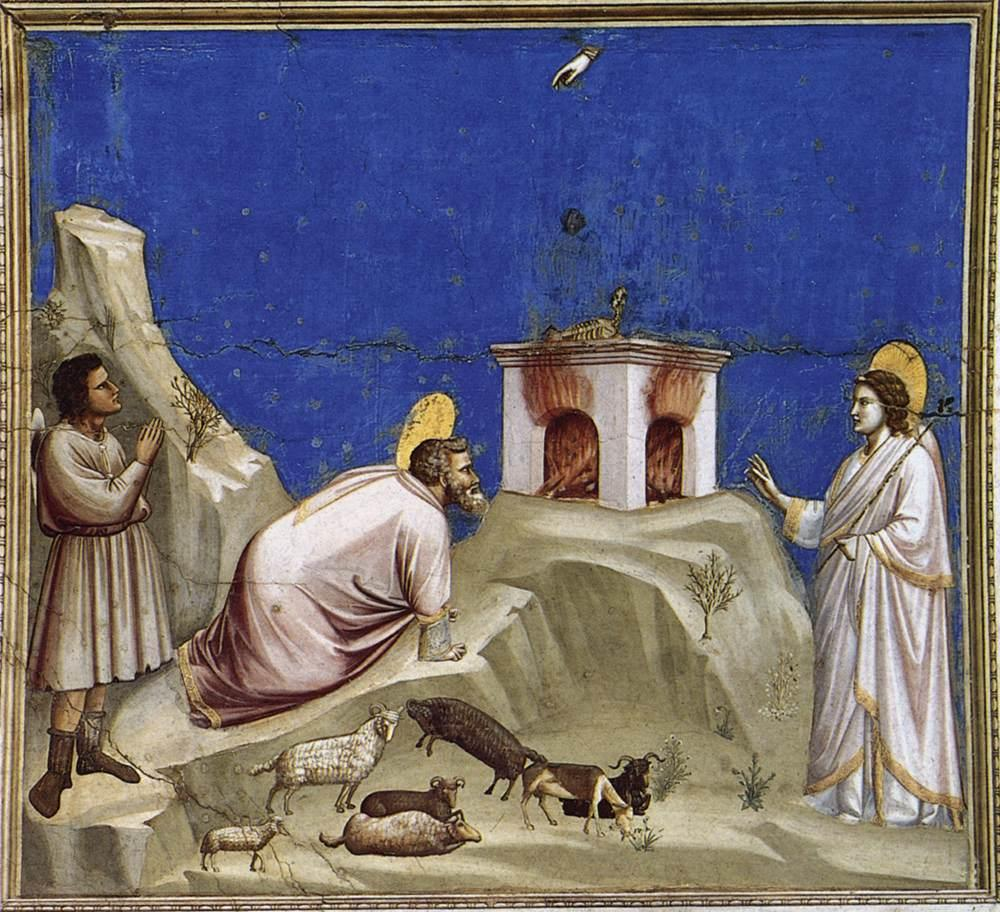
Joachim

- Joachim († 1451), Herzog von Pommern-Stettin
- Joachim († 1473), pommerscher Rittergutsbesitzer und Erblandmarschall
- Joachim (1503–1562), Herzog von Münsterberg, Herzog von Oels und Graf von Glatz sowie Bischof von Brandenburg
- Joachim (1509–1561), Fürst von Anhalt-Dessau
- Joachim (1530–1600), Graf von Ortenburg und Herr zu Mattighofen und Neudeck
- Joachim (1538–1598), Graf von Fürstenberg-Heiligenberg
- Joachim Albrecht Prinz von Preußen (1876–1939), preußischer Offizier, Komponist und Angehöriger des Hauses Hohenzollern
- Joachim Ernst (1536–1586), Fürst von Anhalt
- Joachim Ernst (1583–1625), Markgraf von Brandenburg-Ansbach
- Joachim Ernst (1595–1671), Herzog des Herzogtums Schleswig-Holstein-Plön
- Joachim Ernst von Anhalt-Dessau (1592–1615), Erbprinz von Anhalt-Dessau
- Joachim Friedrich (1546–1608), Kurfürst von Brandenburg, Herzog von Preußen, Administrator von Magdeburg
- Joachim Friedrich (1550–1602), Herzog von Liegnitz, Brieg, Ohlau und Wohlau
- Joachim Friedrich (1668–1722), Herzog von Schleswig-Holstein-Plön
- Joachim I. († 1504), Patriarch von Konstantinopel
- Joachim I. (1484–1535), Kurfürst von Brandenburg
- Joachim II. (1505–1571), Kurfürst von Brandenburg, Herzog von Preußen
- Joachim IV. (1837–1887), Patriarch von Konstantinopel (1884–1886)
- Joachim Karl von Braunschweig-Wolfenbüttel (1573–1615), Dompropst zu Straßburg und Bürgermeister
- Joachim Sigismund von Brandenburg (1603–1625), Markgraf von Brandenburg
- Joachim Ulrich von Neuhaus (1579–1604), böhmischer Adliger und Prager Burggraf
- Joachim von Brandenburg (1583–1600), Markgraf von Brandenburg
- Joachim von Bredow († 1507), Bischof von Brandenburg (1485–1507)
- Joachim von Fiore († 1202), Abt und Ordensgründer in Kalabrien, Geschichtstheologe
- Joachim von Neuhaus (1526–1565), böhmischer Adliger, Oberstkanzler von Böhmen und Burggraf von Karlstein
- Joachim von Preußen (1890–1920), deutscher Adeliger, preußischer Rittmeister und Sohn von Kaiser Wilhelm II.Joachim von Preußen (1890–1920)

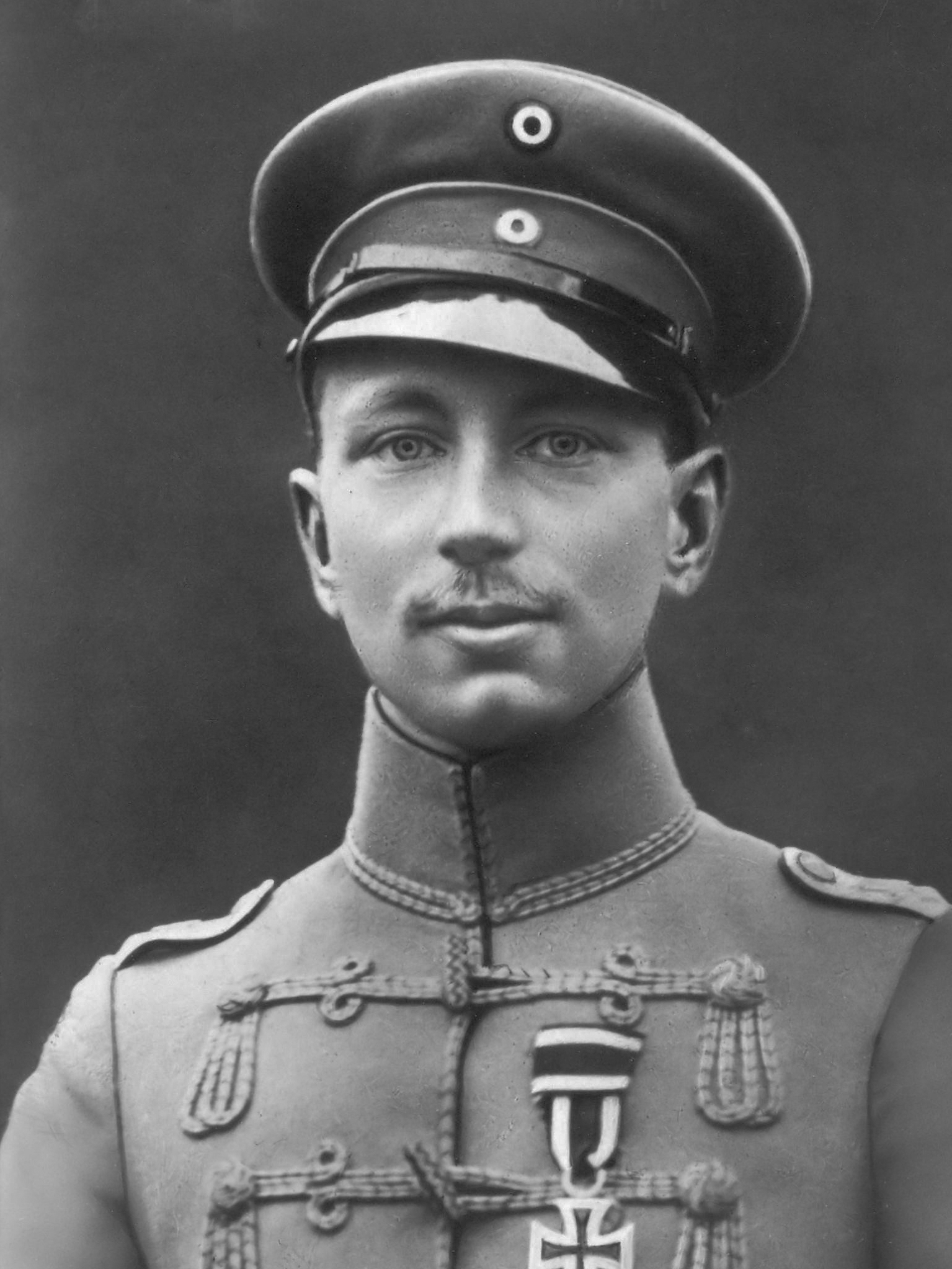
Joachim von Preußen (1890–1920)

- Joachim von Zollern (1554–1587), Titulargraf von Zollern
- Joachim zu Dänemark (* 1969), dänischer Adeliger, Prinz zu DänemarkJoachim zu Dänemark (* 1969)

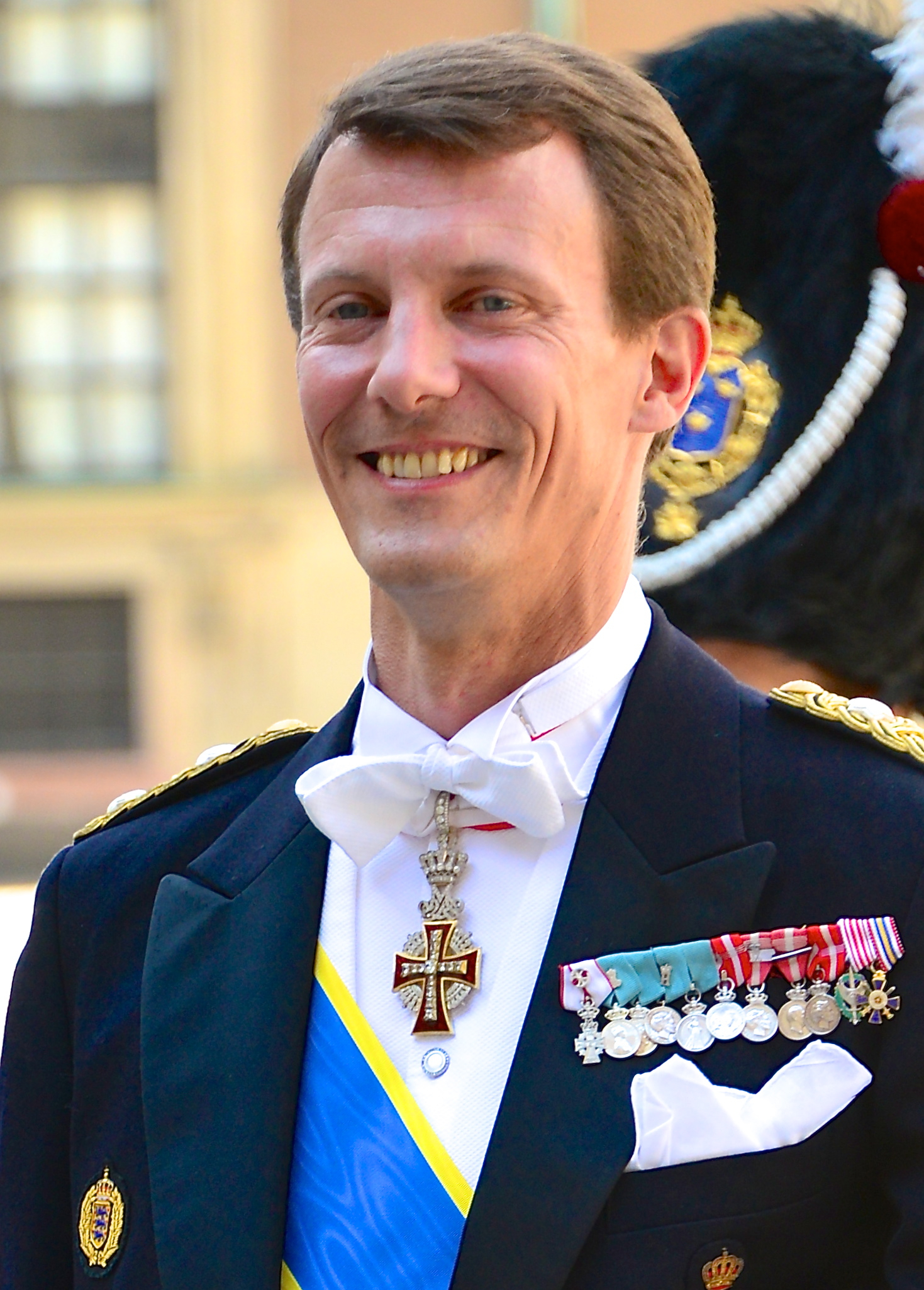
Joachim zu Dänemark (* 1969)

- Joachim, Alex (* 2003), vincentischer Schwimmer
- Joachim, Amalie (1839–1899), österreichisch-deutsche Opernsängerin (Alt)
- Joachim, Aurélien (* 1986), luxemburgischer Fußballspieler
- Joachim, Benoît (* 1976), luxemburgischer Radrennfahrer
- Joachim, Christian, deutscher Orgelbauer
- Joachim, Christian (1870–1943), dänischer Keramiker und Maler
- Joachim, Dorothee (* 1949), deutsche Malerin
- Joachim, Eleanor (1874–1957), neuseeländische Buchbinderin
- Joachim, Erich (1851–1923), deutscher Archivar
- Joachim, Ernst Walter (1901–1976), österreichischer Fußballnationalspieler
- Joachim, Hans Arno (* 1902), deutscher Schriftsteller
- Joachim, Hans Gustav (1917–1989), deutscher Jurist, Richter am Bundesarbeitsgericht, Präsident des Hessischen Landesarbeitsgerichts
- Joachim, Hans-Eckart (* 1937), deutscher Prähistoriker
- Joachim, Harold (1909–1983), deutschamerikanischer Kunsthistoriker
- Joachim, Harold H. (1868–1938), britischer Philosoph
- Joachim, Heinz (1919–1942), deutscher Widerstandskämpfer gegen den Nationalsozialismus
- Joachim, Hermann (1868–1931), deutscher Historiker und Altphilologe
- Joachim, Hermann (1881–1945), deutscher Kinotechniker und Hochschullehrer
- Joachim, Irène (1913–2001), französische Opernsängerin (Sopran)
- Joachim, Izzy (* 2000), vincentische Schwimmerin
- Joachim, Jaques (1866–1925), österreichischer Redakteur
- Joachim, Johann Friedrich (1713–1767), deutscher Jurist, Historiker und Numismatiker
- Joachim, John (1874–1942), US-amerikanischer Ruderer
- Joachim, Joseph (1831–1907), österreichisch-deutscher Violinist, Dirigent und KomponistJoseph Joachim (1831–1907)

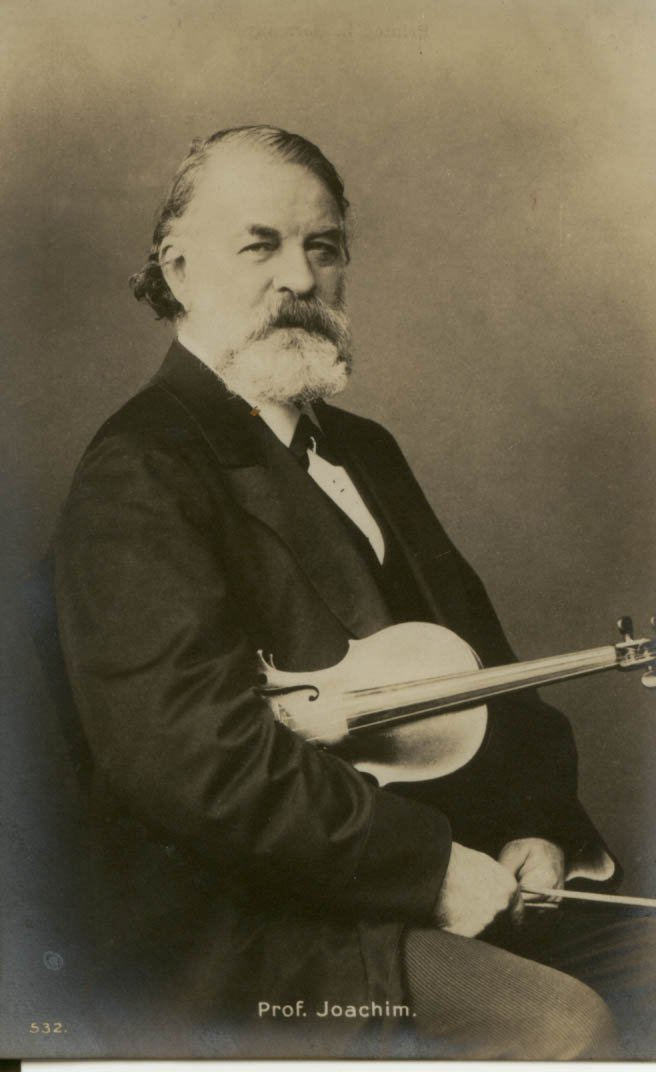
Joseph Joachim (1831–1907)

- Joachim, Joseph (1834–1904), Schweizer Schriftsteller
- Joachim, Julian (* 1974), englischer Fußballspieler
- Joachim, Marianne (1921–1943), deutsche Widerstandskämpferin gegen den Nationalsozialismus
- Joachim, Maud (1869–1947), englisch-britische Suffragette
- Joachim, Mitchell (* 1972), US-amerikanischer Architekt
- Joachim, Nadine (* 1975), deutsche Karateka
- Joachim, Olaf (* 1965), deutscher politischer Beamter (SPD)
- Joachim, Otto (1910–2010), kanadischer Komponist und Bratschist
- Joachim, Tanja (* 1992), deutsche Volleyballspielerin
- Joachim, Walter (1912–1976), deutscher Karambolagespieler und mehrfacher Weltmeister
- Joachimi, Albert (1560–1654), niederländischer Diplomat sowie Herr von Ostende und Hoedekenskerke
- Joachimi, Alfred (1823–1895), deutscher Jurist und Politiker
- Joachimi, Christian (1948–2010), deutscher Verwaltungsjurist, Förderer der Querschnittgelähmten
- Joachimi, Paul (1909–1993), deutscher Verwaltungsjurist und Ministerialbeamter
- Joachimides, Christos M. (1932–2017), griechischer Kunsthistoriker
- Joachimoglu, Georg (1887–1979), griechischer Pharmakologe und Professor
- Joachimowski, Michał (1950–2014), polnischer Dreispringer
- Joachimowski, Tadeusz (1908–1979), polnischer politischer Häftling im Konzentrationslager Auschwitz
- Joachims, Jeronimus († 1660), österreichischer Maler
- Joachimsen, Paul (1867–1930), deutscher Historiker
- Joachimski, Herbert (1919–1983), deutscher Fußballspieler
- Joachimsmeier, Rainer (* 1956), deutscher Fußballspieler
- Joachimsthal, Ferdinand (1818–1861), deutscher Mathematiker
- Joachimsthal, Georg (1863–1914), deutscher Orthopädie
- Joachimsthal-Schwabe, Anna (1892–1937), deutsche Lyrikerin
- Joachimsthaler, Anton (* 1930), deutscher Historiker
- Joachimsthaler, Jürgen (1964–2018), deutscher Literaturwissenschaftler
- Joacim, Constant (1908–1979), belgischer Fußballspieler
- Joahas, König von Israel (um 814–798 v. Chr.)
- Joahas, König von Juda 609 v. Chr.
- Joal (* 1965), deutsche Musikerin
- Joan as Police Woman (* 1970), US-amerikanische Sängerin und ViolinistinJoan as Police Woman (* 1970)

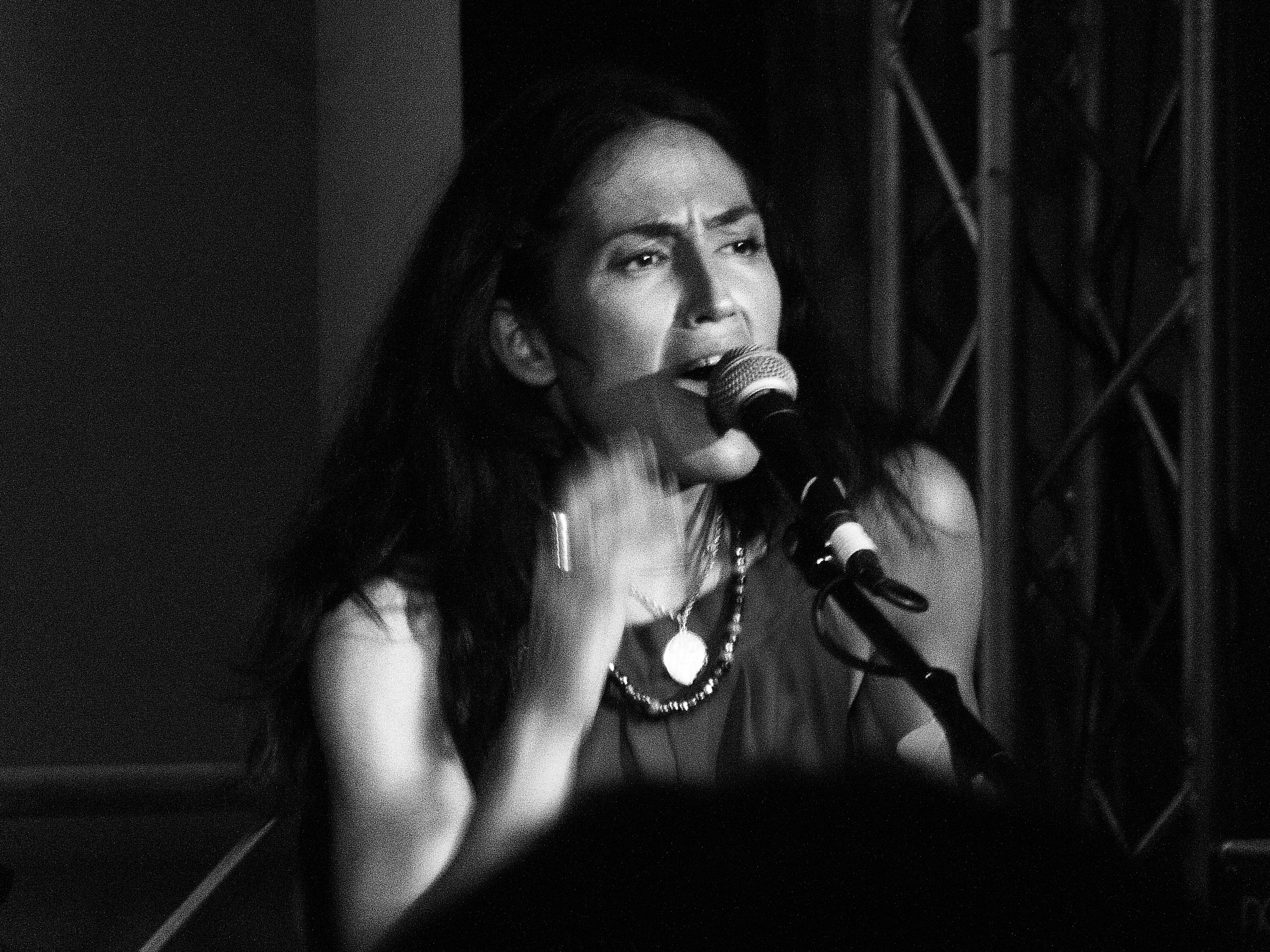
Joan as Police Woman (* 1970)

- Joan de Borgonya († 1526), katalanischer Maler elsässischer Herkunft
- Joan de Munchensi († 1307), englische Adlige
- Joan Exarch († 930), bulgarischer Schriftsteller und Exarch
- Joan i Marí, Bernat (* 1960), spanischer Hochschullehrer, Schriftsteller und Politiker (ERC), MdEP
- Joan i Tous, Pere (* 1952), spanischer Romanist
- Joan of Kent († 1385), britische Adlige, Ehefrau von Edward of Woodstock, Mutter von König Richard II.Joan of Kent († 1385)

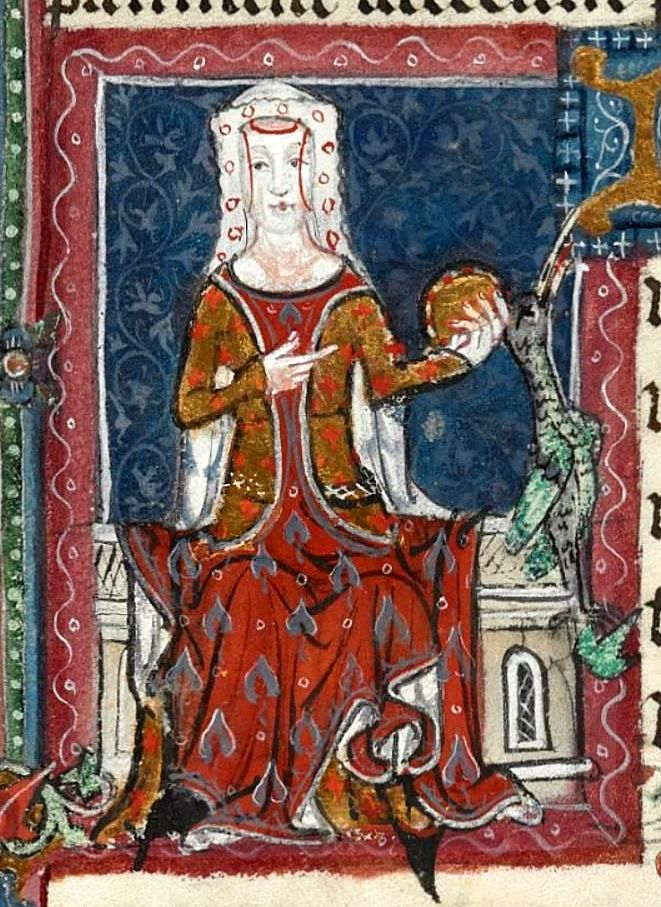
Joan of Kent († 1385)

- Joan, Joel (* 1970), spanischer Schauspieler, Drehbuchautor und Regisseur
- Joana (* 1944), deutsche Sängerin
- Joanis, Jackson, haitianischer Militärkommandant
- Joanna (* 1957), brasilianische Sängerin
- Joanne, Adolphe (1813–1881), französischer Schriftsteller
- Joannes I. Talaia, Patriarch von Alexandria, Bischof von Nola
- Joannides, George (1922–1990), US-amerikanischer CIA-Mitarbeiter, Leiter der Abteilung für psychologische Kriegsführung
- Joannides, Paul (* 1945), britischer Kunsthistoriker
- Joannides, Paul, US-amerikanischer Psychoanalytiker
- Joannidis, Myrto (* 1975), Schweizer Sängerin und Moderatorin
- Joannidis, Nico (* 1989), deutscher Motorradrennfahrer
- Joannikios III. († 1793), Erzbischof von Peć und Serbisch-Orthodoxer Patriarch, Ökumenischer Patriarch von Konstantinopel
- Joannis, Georg Christian (1658–1735), deutscher lutherischer Theologe und Historiker
- Joannon, Léo (1904–1969), französischer Filmregisseur und Drehbuchautor
- Joannopoulos, John D. (1947–2025), US-amerikanischer Physiker
- Joannou, Dakis (* 1939), zyprischer Industrieller, Unternehmer, Kunstsammler
- Joanny (1775–1849), französischer Schauspieler
- Joanny, Jean-François (* 1956), französischer Physiker
- Joano, Clotilde (1932–1974), französische Schauspielerin
- Joanou, Phil (* 1961), US-amerikanischer Filmregisseur
- Joanovici, Joseph (1905–1965), französischer Krimineller, Kollaborateur und Résistance-Unterstützer
- Joans, Ted (1928–2003), US-amerikanischer Trompeter, Jazz-Poet und Maler
- Joantă, Serafim (* 1948), rumänisch-orthodoxer Geistlicher
- João Carlos (* 1972), brasilianischer Fußballspieler
- João Carlos (* 1982), brasilianischer Fußballspieler
- João de Ruão († 1580), französisch-portugiesischer Architekt und Bildhauer der Renaissance und des Manierismus
- João Filipe (* 1988), brasilianischer Fußballspieler
- João I. († 1509), Herrscher des Königreiches Kongo
- João Luiz (* 1999), brasilianischer Fußballspieler
- João Manuel (1967–2005), portugiesischer Fußballspieler
- João Mário (* 1993), portugiesischer FußballspielerJoão Mário (* 1993)

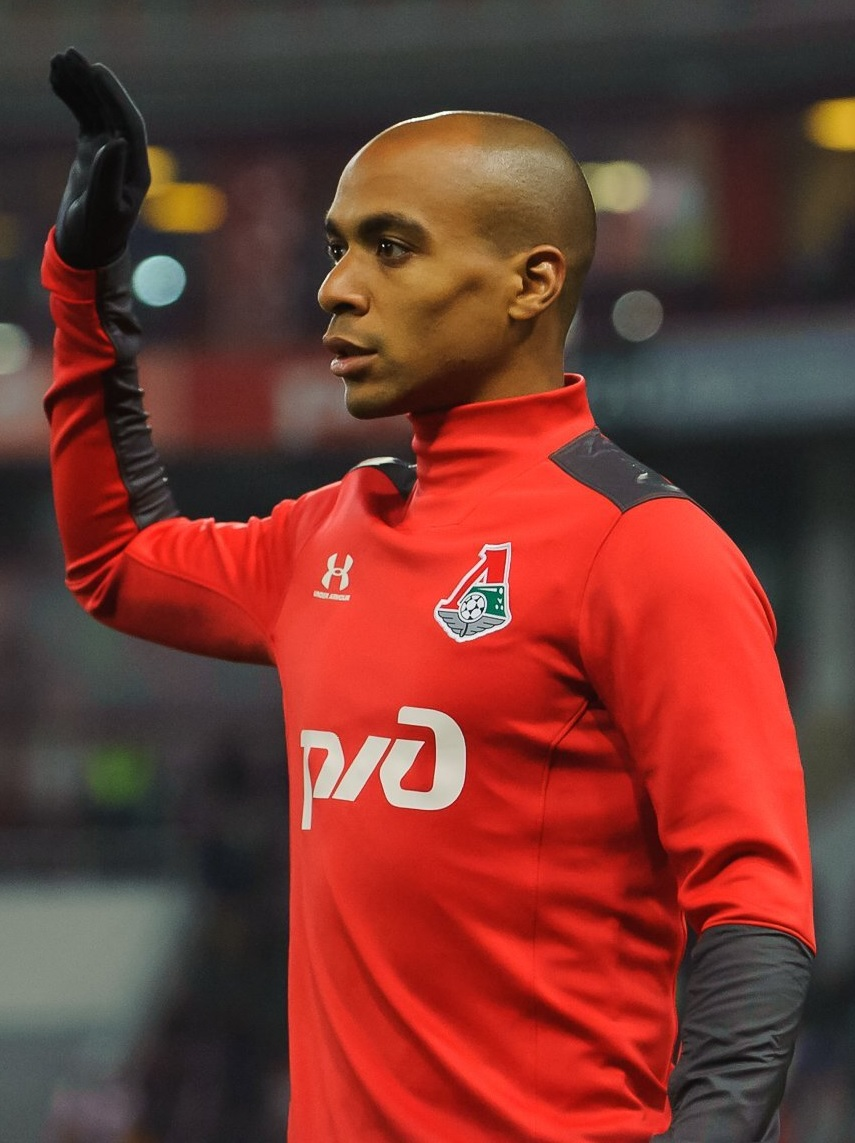
João Mário (* 1993)

- João Mário (* 2000), portugiesischer Fußballspieler
- João Paulo (* 1964), brasilianischer Fußballspieler
- João Paulo (* 1980), portugiesischer Fußballspieler
- João Paulo (* 1981), brasilianischer Fußballspieler
- João Paulo (* 1981), portugiesischer Fußballspieler
- João Pedro (* 1996), brasilianischer Fußballspieler
- João Pedro (* 2001), brasilianischer Fußballspieler
- João Ricardo (* 1970), angolanischer Fußballspieler
- João Schmidt (* 1993), brasilianischer Fußballspieler
- João Victor (* 1994), brasilianischer Fußballspieler
- João Victor (* 1998), brasilianischer Fußballspieler
- João, Adriano (* 1953), osttimoresischer Politiker
- João, Gisela (* 1983), portugiesische Fado-Sängerin
- João, Lucas (* 1993), portugiesischer Fußballspieler
- João, Maria (* 1956), portugiesische Jazz-Sängerin
- João, Mário Augusto Caetano (* 1978), angolanischer Politiker und Wirtschaftswissenschaftler
- Joãozinho (* 1954), brasilianischer Fußballspieler
- Joãozinho (* 1988), brasilianischer Fußballspieler
- Joaquim, Agnes (1854–1899), Besitzerin eines Gartens in Tanjong Pagar
- Joaquim, Leopoldo († 1979), osttimoresischer Politiker und Freiheitskämpfer
- Joaquín (* 1981), spanischer Fußballspieler
- Joas I. († 1769), Negus Negest (Kaiser) von Äthiopien
- Joas II. († 1821), Negus Negest (Kaiser) von Äthiopien
- Joas, Hans (* 1948), deutscher SoziologeHans Joas (* 1948)

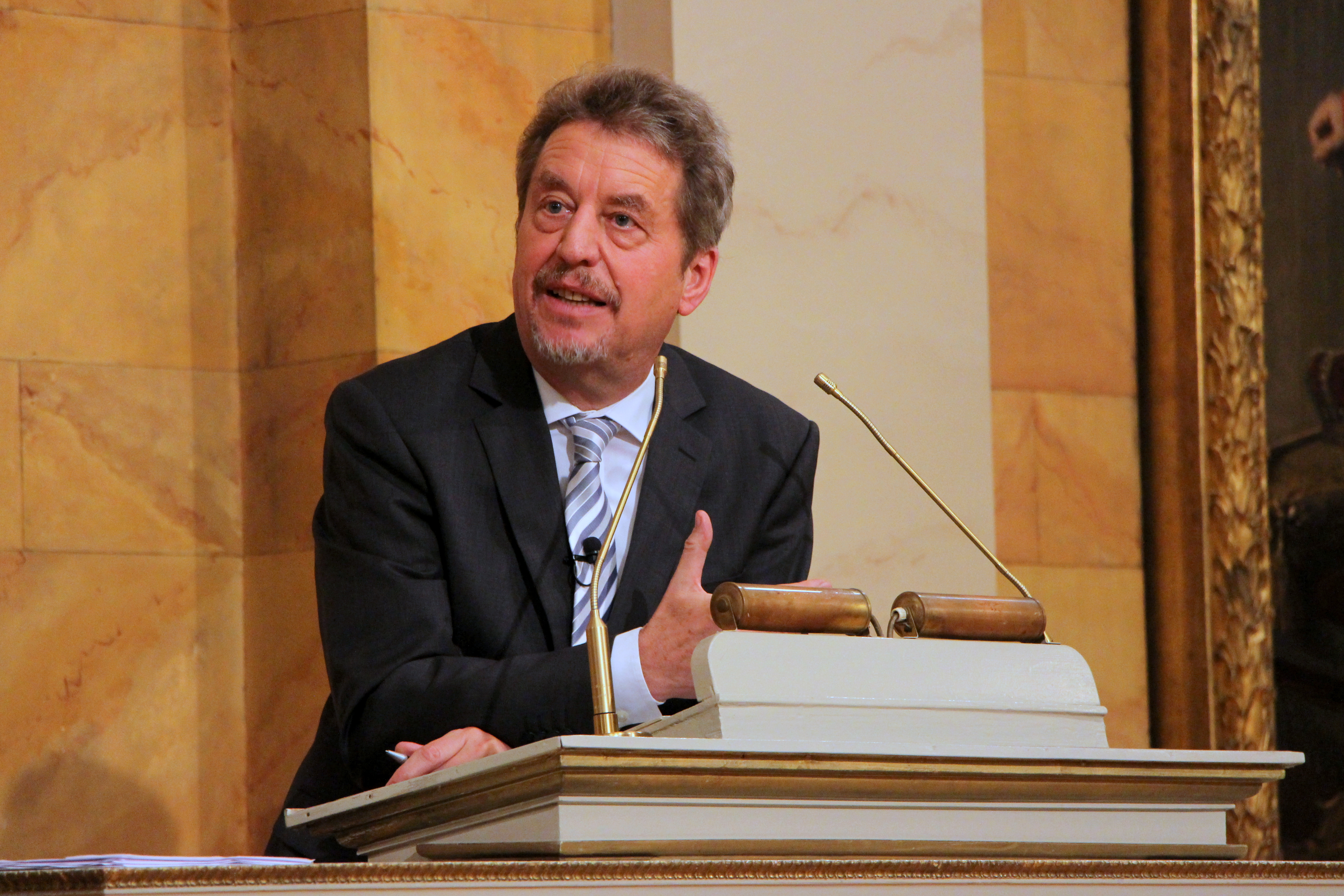
Hans Joas (* 1948)

- Joas, Lucia (* 1991), deutsche Skilangläuferin
- Joasch, Sohn des Richters Gideon
- Joasch, König von Juda (um 835–796 v. Chr.)
- Joasch, König von Israel (um 798–782 v. Chr.)
- Joatton, Pierre (1930–2013), französischer Geistlicher, römisch-katholischer Bischof von Saint-Étienne

### Job
- Job (1946–2009), US-amerikanischer Geistlicher, Erzbischof der Diözese des Mittleren Westens der Orthodoxen Kirche in Amerika
- Job von Telmessos (* 1974), kanadischer griechisch-orthodoxer Bischof
- Job, Alexander (* 1976), deutscher Handballspieler und -trainer
- Job, André (1870–1928), französischer Chemiker
- Job, Bertram (* 1959), deutscher Journalist
- Job, Brian (1951–2019), US-amerikanischer Schwimmer
- Job, Christian (* 1967), deutscher Radiomoderator und Autor
- Job, Elvis (* 1988), kamerunischer Fußballspieler
- Job, Enrico (1934–2008), italienischer Filmarchitekt, Bühnenbildner und Kostümbildner
- Job, Felix Alaba Adeosin (* 1938), nigerianischer Geistlicher, emeritierter Erzbischof von Ibadan
- Job, Finn (* 1995), deutscher AutorFinn Job (* 1995)

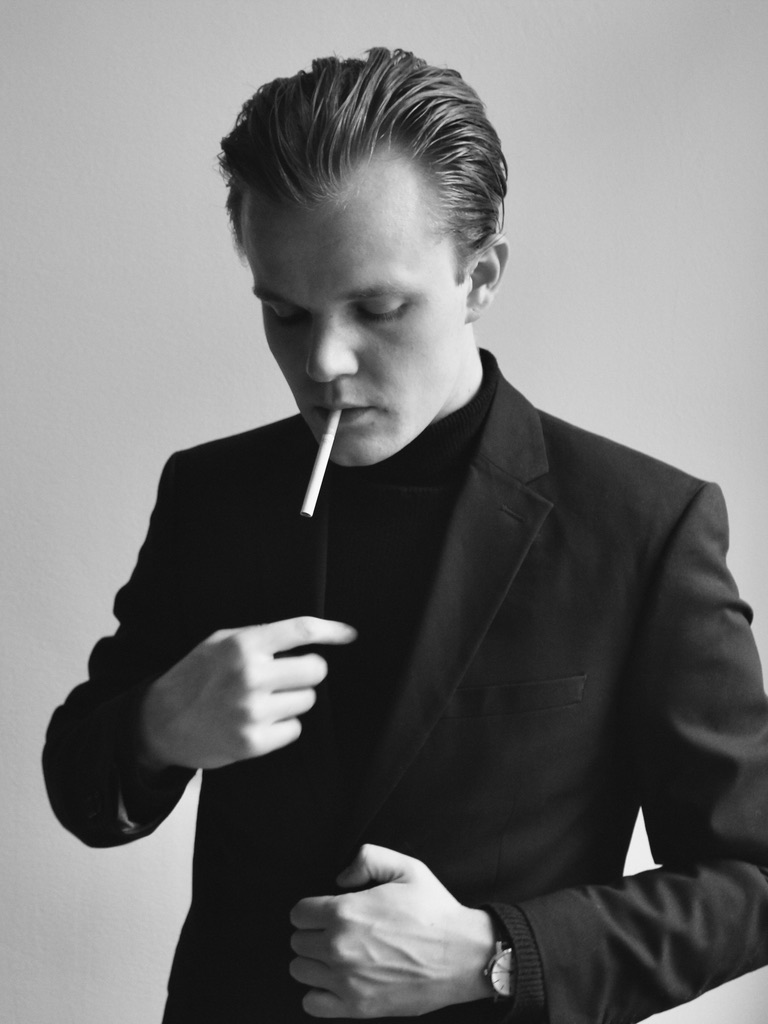
Finn Job (* 1995)

- Job, Hubert (* 1958), deutscher Geograf
- Job, Jakob (1891–1973), Schweizer Schriftsteller
- Job, Jeff (* 1963), kanadischer Eishockeyspieler und -trainer
- Job, Johannes (1664–1736), deutscher Beamter, evangelischer Theologe und Kirchenlieddichter
- Job, Joseph-Désiré (* 1977), kamerunischer FußballspielerJoseph-Désiré Job (* 1977)

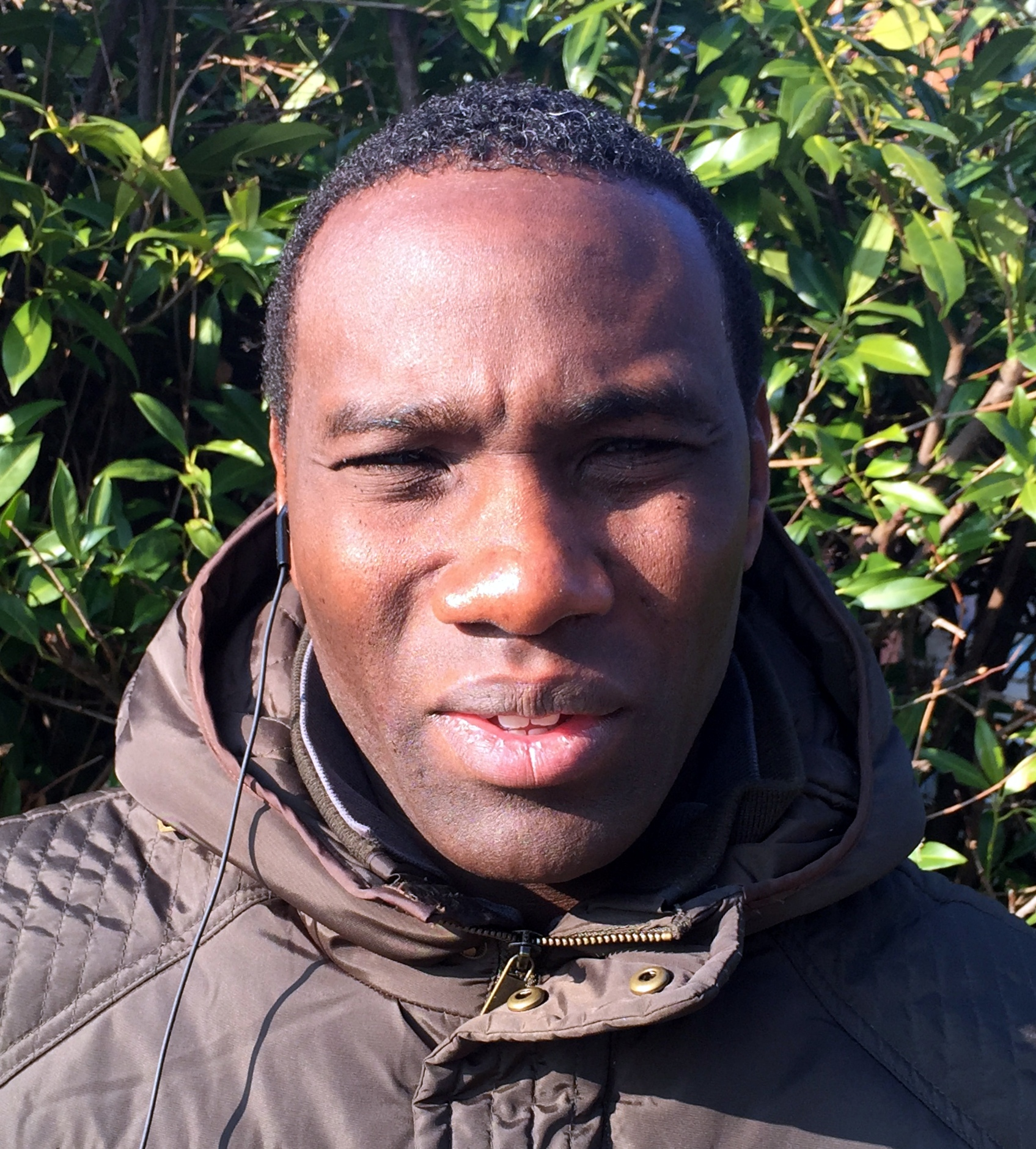
Joseph-Désiré Job (* 1977)

- Job, Lynn (* 1959), US-amerikanische Komponistin und Lyrikerin
- Job, Michael (* 1948), deutscher Indogermanist
- Job, Peter (* 1941), britischer Manager
- Job, Richard (1921–2010), deutscher Fußballspieler und -trainer
- Job, Stefan (* 1964), deutscher Schauspieler
- Job, Stefanie (1909–2002), jugoslawische Schönheitskönigin, Stummfilm-Schauspielerin und schweizerische Autorin
- Jobab, biblischer König von Madon
- Jobarteh, Amadu Bansang († 2001), gambischer Musiker
- Jobarteh, Dembo (1976–2008), gambischer Musiker
- Jobarteh, Ebrahima Kebba (* 1940), gambischer Verwaltungsbeamter
- Jobarteh, Jabou (* 1993), gambische Fußballspielerin
- Jobarteh, Malamini († 2013), gambischer Musiker
- Jobarteh, Sona (* 1983), britisch-gambische Musikerin
- Jobatey, Cherno (* 1965), deutscher FernsehmoderatorCherno Jobatey (* 1965)

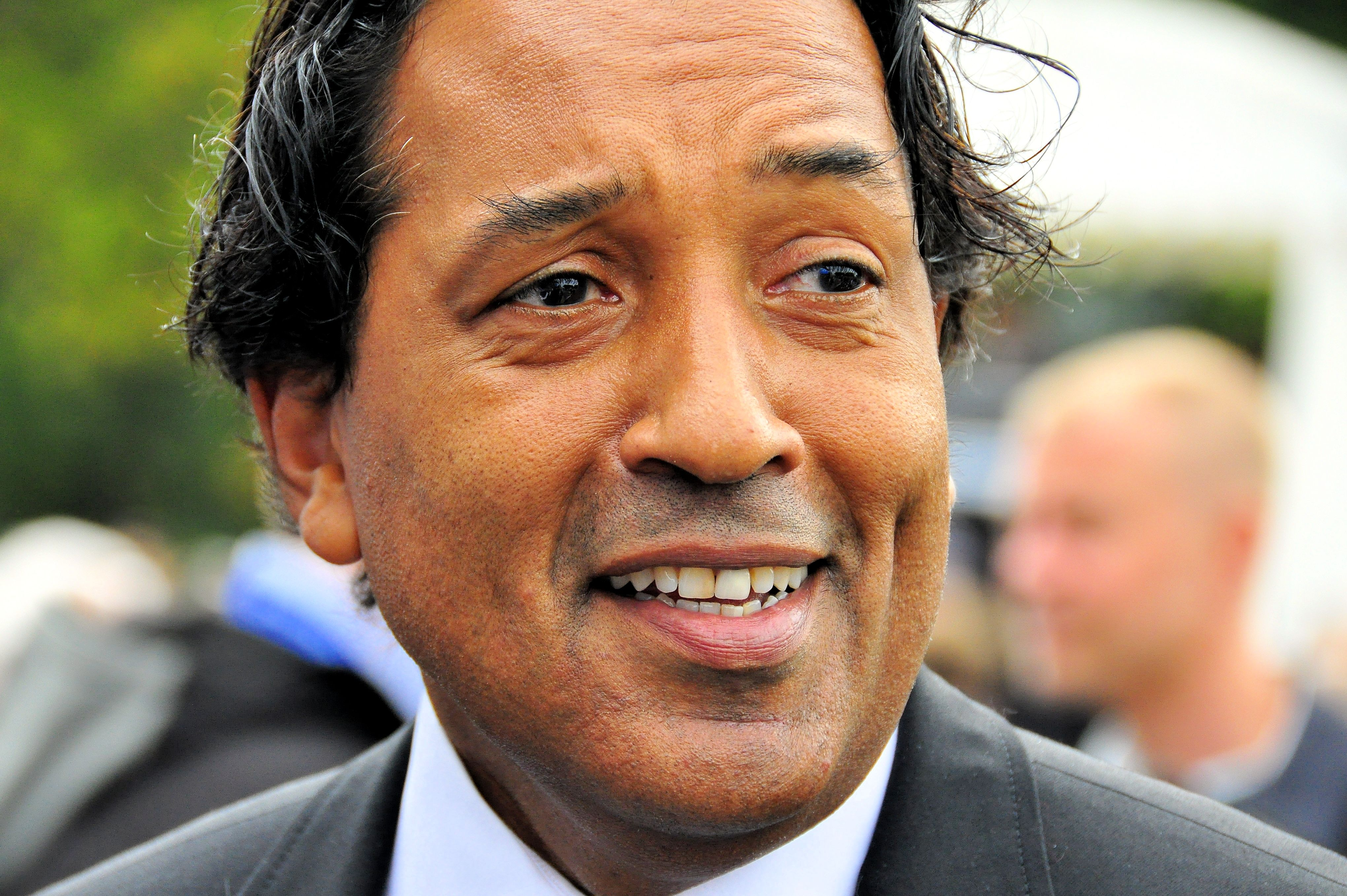
Cherno Jobatey (* 1965)

- Jobb, Dávid (* 1988), ungarischer Eishockeyspieler
- Jobe, Abdoulie, gambischer Politiker
- Jobe, Baba (1959–2011), gambischer Politiker
- Jobe, Bai († 2020), gambischer Fußballschiedsrichter
- Jobe, Bai Lamin, gambischer Politiker
- Jobe, Brandt (* 1965), US-amerikanischer Golfer
- Jobe, Bubacarr (* 1994), gambischer Fußballspieler
- Jobe, Ebrima († 2020), gambischer Basketballnationalspieler
- Jobe, Glen, Jr. (* 1951), US-amerikanischer Biathlet
- Jobe, Jim Fatima, gambischer Seyfo
- Jobe, Kari (* 1981), US-amerikanische Sängerin christlicher Popmusik
- Jobe, Lamin († 2021), gambischer Politiker und Diplomat
- Jobe, Maba (1964–2023), gambischer Offizier und Politiker
- Jobe, Mamour († 2021), gambischer Polizist
- Jobe, Modou (* 1988), gambischer Fußballtorhüter
- Jobe, Momodou Lamin Sedat (1944–2025), gambischer Politiker und Diplomat
- Jobe, Musa A., gambischer Politiker
- Jobe, Ousman (* 2005), gambischer Schwimmer
- Jobe, Sengan (* 2000), gambischer Sprinter
- Jobe-Njie, Fatou Mass, gambische Politikerin
- Jobelmann, Wilhelm Heinrich (1800–1878), Bürgerrepräsentant
- Jobert de Lamballe, Antoine-Joseph (1799–1867), französischer Chirurg
- Jobert, Joséphine (* 1985), französische Schauspielerin und SängerinJoséphine Jobert (* 1985)

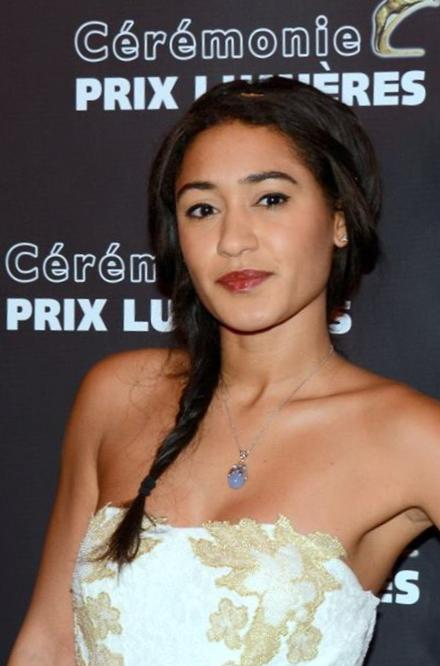
Joséphine Jobert (* 1985)

- Jobert, Marlène (* 1940), französische Schauspielerin und Schriftstellerin
- Jobert, Michel (1921–2002), französischer Politiker
- Jobez, Jean (* 1943), französischer Skilangläufer
- Jobi, Hagen (* 1947), deutscher Politiker (CDU), MdL, Landrat des Oberbergischen Kreises
- Jobidon, Jean-Louis (1916–1997), kanadischer Ordensgeistlicher, Bischof von Mzuzu
- Jobier, Henri (1879–1930), französischer Florettfechter
- Jobim, Antônio Carlos (1927–1994), brasilianischer Sänger und KomponistAntônio Carlos Jobim (1927–1994)

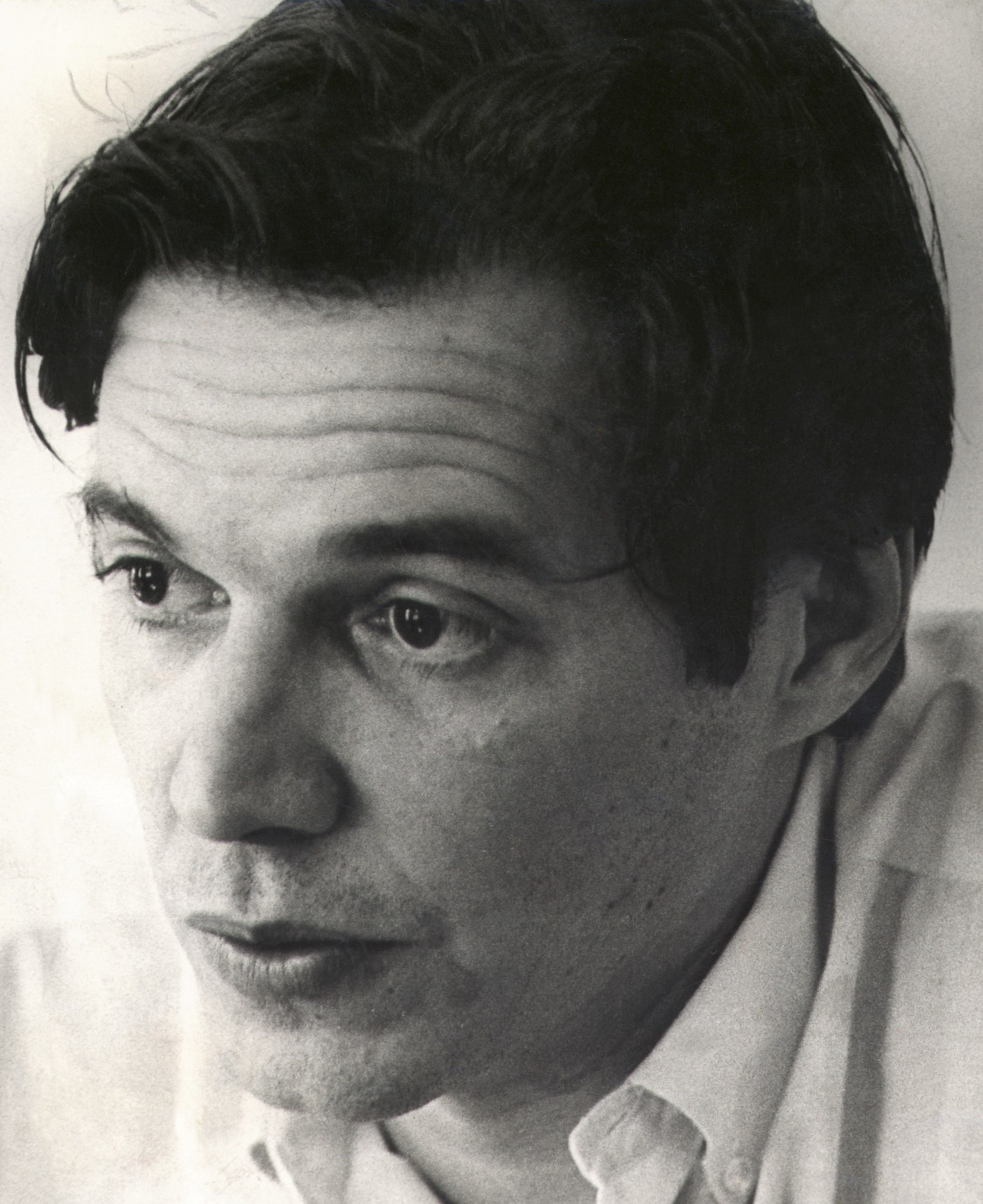
Antônio Carlos Jobim (1927–1994)

- Jobim, José (1909–1979), brasilianischer Diplomat und Wirtschaftswissenschaftler
- Jobin, André (1927–2024), schweizerisch-französischer Comic-Szenarist
- Jobin, Anna (* 1982), Schweizer Forscherin
- Jobin, Antoine Joseph (1889–1972), US-amerikanischer Romanist
- Jobin, Bernhard († 1593), Herausgeber und Buchdrucker
- Jobin, David (* 1981), Schweizer Eishockeyspieler
- Jobin, Francis Lawrence (1914–1995), kanadischer Politiker, Vizegouverneur von Manitoba
- Jobin, Gilles (* 1964), Schweizer Choreograf und Tänzer
- Jobin, Raoul (1906–1974), kanadischer Sänger und Musikpädagoge
- Jobke, Colton (* 1992), deutsch-kanadischer Eishockeyspieler
- Jobodwana, Anaso (* 1992), südafrikanischer Leichtathlet
- Jobrani, Maz (* 1972), US-amerikanischer Komiker und Schauspieler
- Jobriath (1946–1983), US-amerikanischer Musiker
- Jobs, Lutz (* 1964), deutscher Politiker (GAL, Regenbogen – Für eine neue Linke), MdHB
- Jobs, Sandy (* 1974), deutscher Bodybuilder
- Jobs, Steve (1955–2011), US-amerikanischer Unternehmer, Mitbegründer von Apple ComputerSteve Jobs (1955–2011)

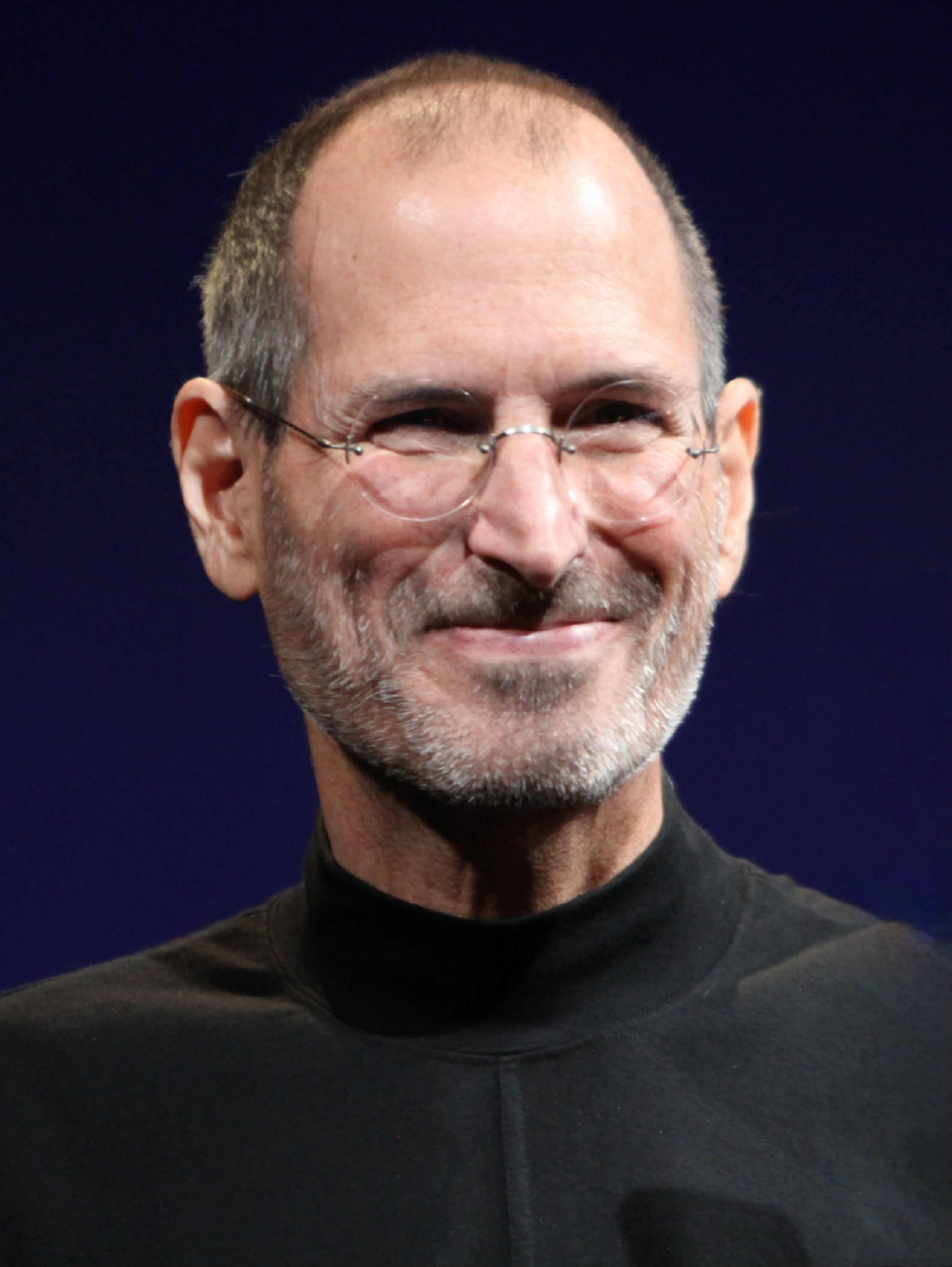
Steve Jobs (1955–2011)

- Jóbson (* 1988), brasilianischer Fußballspieler
- Jobson, Dickie (1941–2008), jamaikanischer Filmemacher und Künstleragent
- Jobson, Eddie (* 1955), britischer Keyboarder und Geiger
- Jobson, Kate (* 1937), schwedische Schwimmerin
- Jobson, Marci (* 1975), US-amerikanische Fußballspielerin
- Jobson, Margaret (* 1955), jamaikanische Diplomatin
- Jobson, Richard, englischer Entdecker
- Jobson, Rosalie (1886–1963), britische Ärztin
- Jobst Hermann (1593–1635), Graf von Holstein-Pinneberg
- Jobst Hermann (1625–1678), Graf zur Lippe, Sternberg und Schwalenberg
- Jobst I. († 1507), Graf von Hoya (1566–1507)
- Jobst I. (1483–1531), Graf von Holstein-Schauenburg
- Jobst II. (1493–1545), Graf von Hoya (1511–1545)
- Jobst II. (1520–1581), Graf von Holstein-Schauenburg
- Jobst Nikolaus I. (1433–1488), Adliger der schwäbischen Linie der Hohenzollern
- Jobst Nikolaus II. (1514–1558), deutscher Adeliger, Graf von Hohenzollern
- Jobst von der Recke († 1567), Domherr in Münster und Bischof von Dorpat
- Jobst von Mähren (1351–1411), römisch-deutscher König, Markgraf von Mähren und BrandenburgJobst von Mähren (1351–1411)

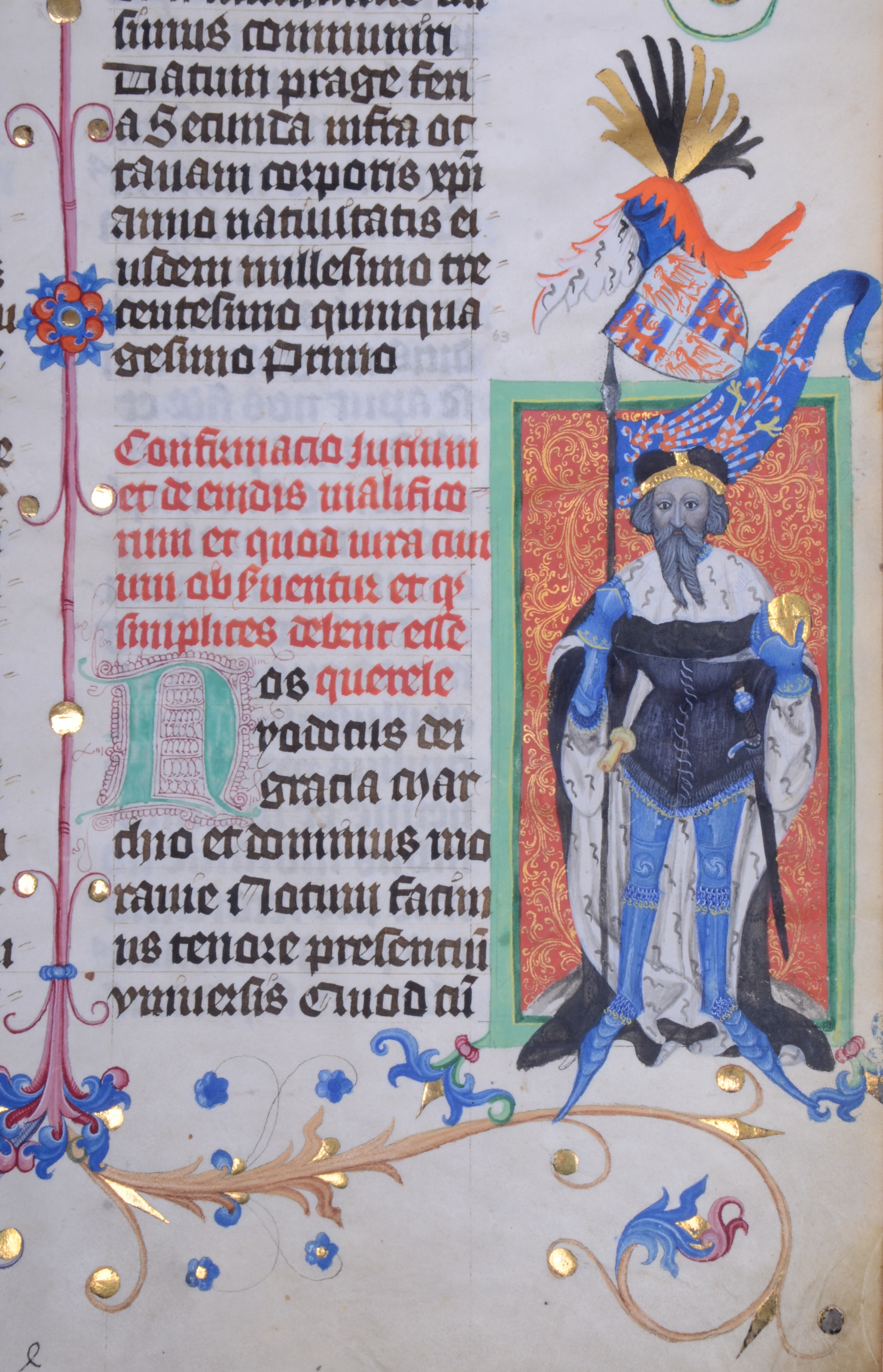
Jobst von Mähren (1351–1411)

- Jobst, Adolf (1900–1974), österreichischer Restaurator, Maler und Politiker (SdP, NSDAP), MdR
- Jobst, Albrecht (1902–1945), deutscher evangelisch-lutherischer Pastor und Volkskundler
- Jobst, Alexander (* 1973), deutscher Sportökonom und Fußballfunktionär
- Jobst, Christoph (* 1956), deutscher Kunsthistoriker
- Jobst, Clemens (* 1977), österreichischer Wirtschaftshistoriker
- Jobst, Daniel Heinrich (1785–1839), preußischer Land- und Stadtgerichtsrat
- Jobst, Dionys (1927–2017), deutscher Politiker (CSU), MdB
- Jobst, Franz (1840–1890), österreichischer Maler
- Jobst, Friedrich (1786–1859), deutscher Pharmazeut
- Jobst, Georg (1552–1620), deutscher Priester
- Jobst, Gerhard (1888–1963), deutscher Architekt, Stadtplaner und Hochschullehrer
- Jobst, Heiko (* 1969), deutscher Fußballtorwart
- Jobst, Heinrich (1874–1943), deutscher Bildhauer
- Jobst, Herbert (1915–1990), deutscher Schriftsteller
- Jobst, Johannes (1920–2014), deutscher Geistlicher, römisch-katholischer Bischof von Broome in Westaustralien
- Jobst, Jola (1913–1952), deutsche Filmschauspielerin
- Jobst, Josef (* 1948), österreichischer Künstler, Maler und Zeichner
- Jobst, Julia (1853–1935), deutsche Schriftstellerin
- Jobst, Julius (1856–1895), österreichischer Jurist und Politiker, Landtagsabgeordneter
- Jobst, Julius von (1839–1920), deutscher Chemiker, Unternehmer und Förderer der Neckarschifffahrt
- Jobst, Karl (1835–1907), österreichischer Maler
- Jobst, Kerstin S. (* 1963), deutsche Historikerin und Universitätsprofessorin
- Jobst, Lisa (1920–2005), deutsche Schriftstellerin
- Jobst, Markus (* 1972), österreichischer Kartograph und Geo-Informatiker
- Jobst, Max (* 1908), deutscher Komponist
- Jobst, Rolf (1951–2020), deutscher Ruderer
- Jobst, Rudolf (1935–2020), deutscher Fußballspieler
- Jobst, Ursula (1929–2024), deutsche bildende Künstlerin
- Jobst, Vinzenz (* 1949), österreichischer Schriftsteller
- Jobst, Werner (* 1945), österreichischer Klassischer Archäologe
- Jobst, Wilhelm (1912–1947), deutscher Mediziner
- Jobst, Wolfgang (1521–1575), Gelehrter und Geschichtsschreiber in Frankfurt (Oder)
- Jobst-Smith, Nina (* 2001), deutsch-kanadische Eishockeyspielerin
- Jobstharde, Johann Barthold (1797–1858), deutscher Bauer, Vertreter der ravensberg-lippischen Erweckungsbewegung
- Jöbstl, Martina (* 1992), österreichische Politikerin (ÖVP), Landtagsabgeordnete in Salzburg
- Jöbstl, Thomas (* 1978), österreichischer Hornist
- Jöbstl, Thomas (* 1995), österreichischer Nordischer Kombinierer

### Joc
- Jocelin († 1199), schottischer Ordensgeistlicher
- Jocelin of Wells († 1242), Bischof von Bath und Wells
- Jocelin von Furness, englischer zisterziensischer Hagiograph
- Jocelyn, Daniel (* 1970), neuseeländischer Vielseitigkeitsreiter
- Jocelyn, Henry David (1933–2000), britischer Altphilologe australischer Herkunft
- Jocelyn, Percy (1764–1843), anglikanischer Bischof
- Jocerand de Brancion († 1250), Herr von Brancion und Uxelles, Kreuzfahrer
- Joch, Erich (1913–2003), deutscher Leichtathlet
- Joch, Hermann (1924–1978), deutscher Fußballfunktionär
- Joch, Johann Georg (1676–1731), deutscher evangelischer Theologe
- Joch, Lena (* 1994), deutsche Skeletonsportlerin
- Joch, Peter (* 1962), deutscher Kunsthistoriker und Museumskurator
- Joch, Tobias (* 1991), deutscher Schauspieler und Musicaldarsteller
- Joch, Winfried (* 1935), deutscher Sportwissenschaftler
- Jochade, Hermann (1876–1939), deutscher Gewerkschaftsfunktionär und Sekretär der Internationalen Transportarbeiter-Föderation
- Jocham, Dieter (* 1949), deutscher Urologe
- Jocham, Magnus (1808–1893), römisch-katholischer Pfarrer und Theologie-Professor
- Jocham, Uwe E. (* 1963), deutsch-schweizerischer Unternehmer und Apotheker
- Jochanan bar Nappacha, palästinischer Amoräer der zweiten Generation
- Jochanan ben Beroka, jüdischer Gelehrter (Tannait)
- Jochanan ben Nuri, jüdischer Gelehrter
- Jochanan ben Sakkai, jüdischer Patriarch
- Jochanan ha-Sandelar, jüdischer Gelehrter (Tannait)
- Jochberger, Leopold (1895–1964), österreichischer Politiker (ÖVP), Mitglied des Bundesrates
- Jochelson, Waldemar (1855–1937), russischer Anthropologe, Ethnograph und Linguist
- Jochem, Alfons (* 1960), deutscher Fußballspieler
- Jochem, Arthur (1874–1960), deutscher Politiker (DDP, Deutsche Staatspartei, LDP, FDP)
- Jochem, Eberhard (* 1942), deutscher Energiewissenschaftler
- Jochem, Friedrich Wilhelm (1881–1945), deutscher Architekt
- Jochem, Hans (1923–2017), deutscher Architekt
- Jochem, Heinrich (1898–1978), deutscher Gewerkschafter und Politiker (SPD), MdL
- Jochem, Josef (1922–2000), deutscher Pädagoge und Politiker (CDU), MdL
- Jochem, Karl-Josef (1952–2024), deutscher Politiker (FDP, ÖDP), MdL
- Jochem, Sven (* 1966), deutscher Politikwissenschaftler und Hochschullehrer
- Jochems, Günther (1928–1991), deutscher Eishockeyspieler
- Jochems, Marleen (* 2000), niederländische Hockeyspielerin
- Jochen, Luca (* 1999), deutscher Schauspieler
- Jochens, Birgit (* 1948), Historikerin
- Jochens, Wilhelm Gottfried von (1769–1852), preußischer Generalmajor
- Jöcher, Christian Gottlieb (1694–1758), deutscher Gelehrter, Bibliothekar und Lexikograph
- Jocher, Markus (* 1979), deutscher Eishockeyspieler
- Jocher, Simon (* 1996), deutscher Skirennläufer
- Jocher, Thomas (* 1952), deutscher Architekt, Stadtplaner und Wissenschaftler
- Jocher, Wilhelm (1565–1636), deutscher Jurist, bayerischer Geheimrat und enger Berater Maximilians I. von Bayern
- Jochheim, Barbara (* 1954), deutsche Fachbuchautorin
- Jochheim, Gernot (* 1942), deutscher Lehrer und Autor
- Jochheim, Hermann Günther (1817–1893), deutscher Kaufmann und Abgeordneter der Hamburgischen Bürgerschaft
- Jochheim, Konrad (1895–1983), deutscher Grafiker und Architekt
- Jochheim, Kurt-Alphons (1921–2013), deutscher Mediziner, Wissenschaftler der Rehabilitationsmedizin
- Jochheim, Martin (* 1958), deutscher evangelischer Theologe und Autor
- Jochim, Bertold K. (1921–2002), deutscher Schriftsteller
- Jochimiak, Manfred (* 1951), deutscher Fußballspieler
- Jochims, Johannes C. (1933–2013), deutscher Chemiker und Hochschullehrer
- Jochims, Peter (1762–1844), deutscher Beamter
- Jochims, Raimer (* 1935), deutscher Maler, Philosoph und Kunstwissenschaftler
- Jochims, Wilfried (1936–2024), deutscher Opernsänger (Tenor), Professor für Gesang und Gründungsrektor der Hochschule für Musik und Theater in Rostock
- Jochimsen, Beate (* 1969), deutsche Volkswirtschaftlerin
- Jochimsen, Jess (* 1970), deutscher Kabarettist und Autor
- Jochimsen, Luc (* 1936), deutsche Soziologin, Fernsehjournalistin und Politikerin (Die Linke), MdBLuc Jochimsen (* 1936)

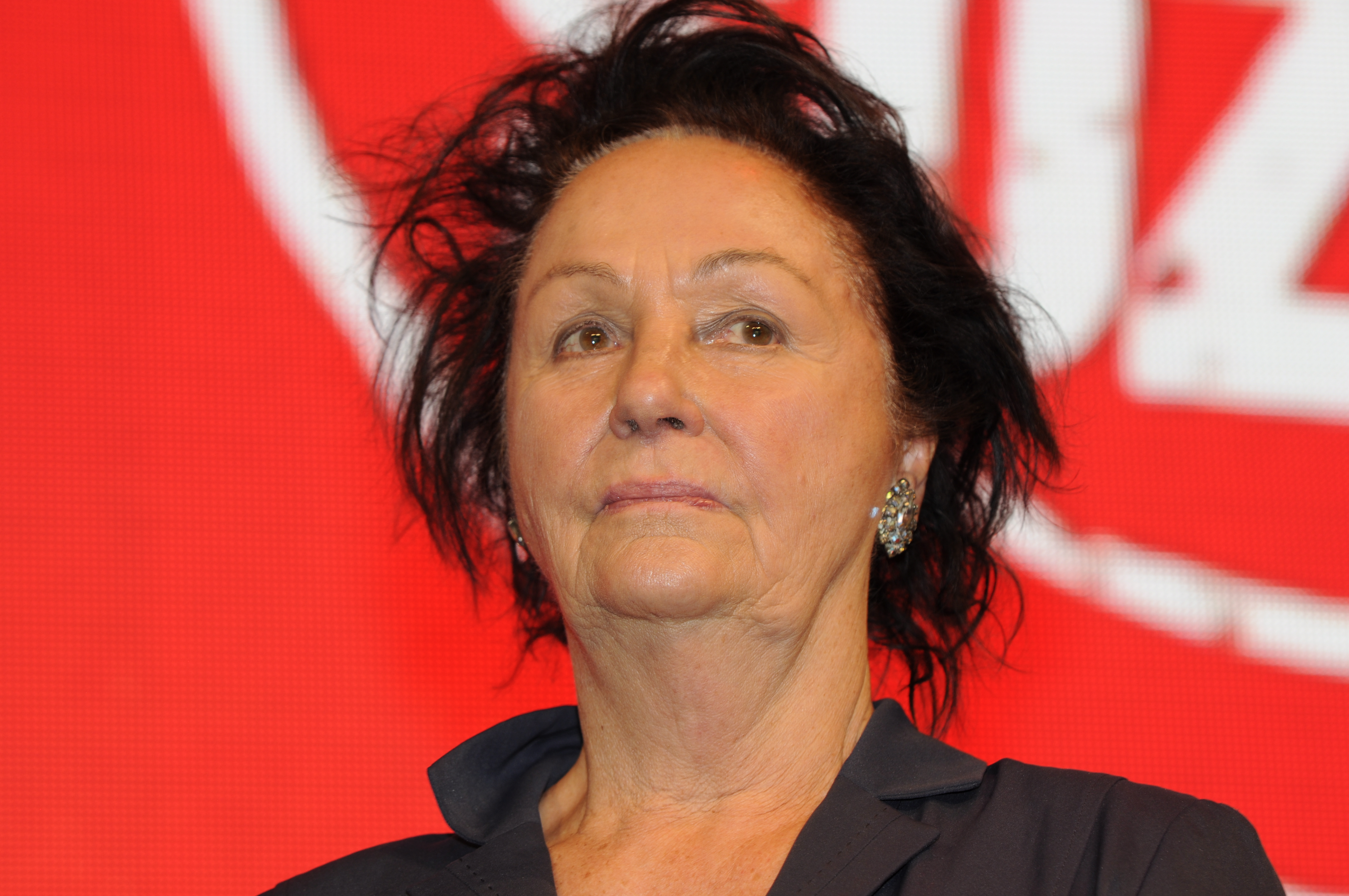
Luc Jochimsen (* 1936)

- Jochimsen, Margarethe (1931–2016), deutsche Kuratorin, Kunstkritikerin und Museumsdirektorin
- Jochimsen, Peter (* 1950), deutscher Lyriker und Autor
- Jochimsen, Reimut (1933–1999), deutscher Volkswirt und Politiker (SPD)
- Jochimsen, Ulrich (* 1935), deutscher Elektroingenieur, Unternehmer und Politikberater
- Jochin, Anne (* 1985), deutsche Handballspielerin
- Jöchler, Sepp (1923–1994), österreichischer Bergsteiger
- Jochman, Marian (1935–2020), polnischer Leichtathlet
- Jochmann, Carl Gustav (1789–1830), deutscher Publizist
- Jochmann, Elke (* 1975), Schweizer Schauspielerin
- Jochmann, Georg (1874–1915), deutscher Internist und Bakteriologe
- Jochmann, Gottlob (1799–1856), deutscher Politiker, Oberbürgermeister von Görlitz (1847–1856)
- Jochmann, Gudrun, deutsche Schauspielerin, Hörspiel- und Synchronsprecherin
- Jochmann, Hansi (* 1953), deutsche Schauspielerin und SynchronsprecherinHansi Jochmann (* 1953)

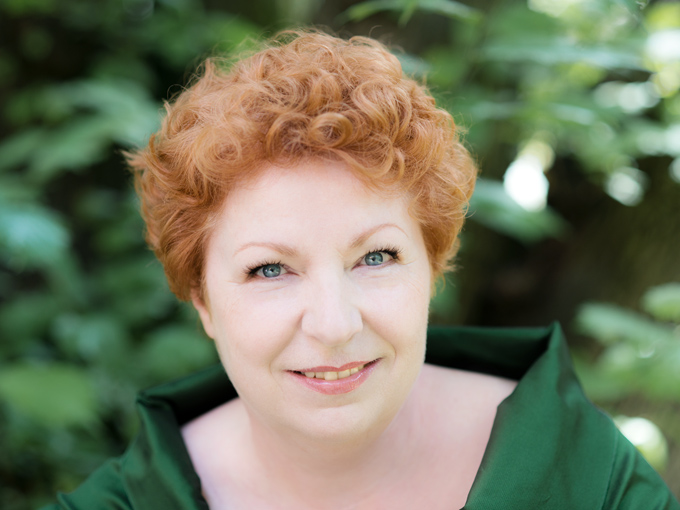
Hansi Jochmann (* 1953)

- Jochmann, Jakob (* 1993), österreichischer Handballspieler
- Jochmann, Rosa (1901–1994), österreichische Politikerin (SPÖ), Abgeordnete zum Nationalrat, Widerstandskämpferin
- Jochmann, Werner (1921–1994), deutscher Historiker und Direktor der Forschungsstelle für die Geschichte des Nationalsozialismus in Hamburg
- Jochmann, Werner (1926–1991), deutscher Fußballspieler
- Jochmus, August Giacomo (1808–1881), österreichischer Feldmarschallleutnant und deutscher Reichsminister
- Jochmus, Harry (1855–1915), deutscher Maler
- Jochmus, Hedwig (1899–1993), deutsche Politikerin, MdL und MdB
- Jöchner, Cornelia (1957–2025), deutsche Kunsthistorikerin und Hochschullehrerin
- Jochner, Georg von (1860–1923), deutscher Archivar
- Jochner, Klara (1843–1913), deutsche Schriftstellerin
- Jochner-Weiß, Andrea (* 1961), deutsche Kommunalpolitikerin (CSU) in Bayern
- Jochnowitz, Naomi, amerikanische Mathematikerin
- Jōchō († 1057), japanischer Bildhauer
- Jochowitz, Hanuš (1920–1945), tschechoslowakischer Geiger und Pianist sowie im Lager ein Sänger und Schauspieler
- Jochum von Moltke, Veronica (* 1932), deutsche Pianistin
- Jochum, Ben Felix (* 2004), deutscher Radsportler
- Jochum, Eugen (1902–1987), deutscher DirigentEugen Jochum (1902–1987)
- Jochum, Georg (* 1968), deutscher Jurist

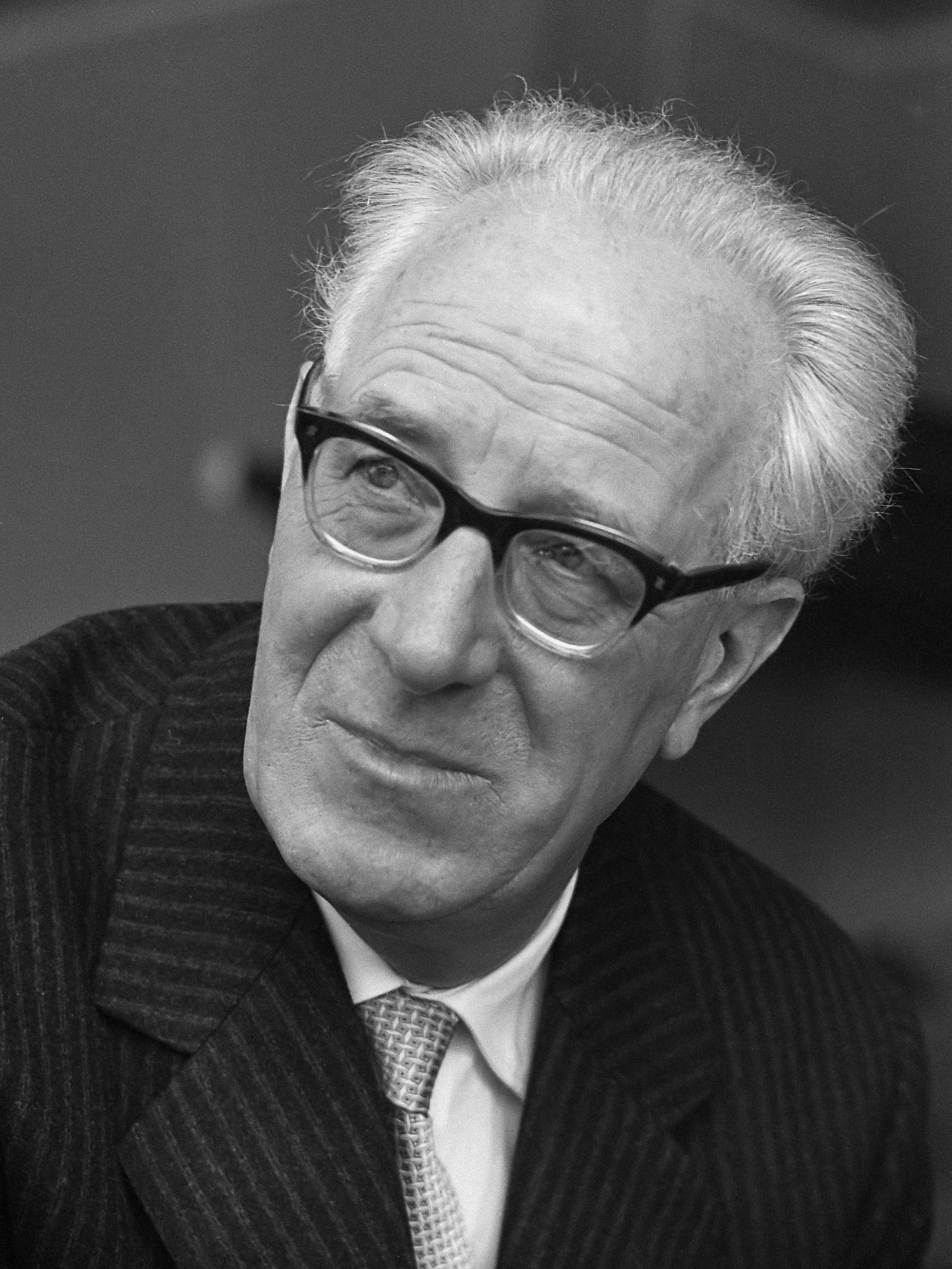
Eugen Jochum (1902–1987)

- Jochum, Georg Ludwig (1909–1970), deutscher Dirigent
- Jochum, Gerry (* 1960), deutscher Schauspieler, Regisseur, Autor und Musiker
- Jochum, Hannes (* 1977), österreichischer Fußballspieler
- Jochum, Heike (* 1968), deutsche Juristin, Professorin für Rechtswissenschaften an der Universität Osnabrück
- Jochum, Ingeborg (* 1946), österreichische Skirennläuferin
- Jochum, Josef (1930–2017), deutscher Schauspieler, Regisseur und Autor am Deutschen Staatstheater Temeswar
- Jochum, Klaus Peter (1937–2022), deutscher Anglist
- Jochum, Manfred (1942–2009), österreichischer Wissenschaftsjournalist und Rundfunkintendant
- Jochum, Markus (* 1964), deutscher Basketballspieler und Basketballtrainer
- Jochum, Michael (* 1985), österreichischer Handballspieler
- Jochum, Otto (1898–1969), deutscher Komponist, Dirigent und Musikpädagoge
- Jochum, Uwe (* 1959), deutscher Bibliothekar
- Jochum-Beiser, Trude (* 1927), österreichische Skirennläuferin
- Jochums, Charles (* 1957), belgischer Radrennfahrer
- Jochums, Heinrich (1904–1986), evangelischer Publizist, Pfarrer und Theologe
- Jochums, Henri (1927–2018), belgischer Radrennfahrer
- Jochymski, Jan (* 1969), deutscher Schauspieler, Regisseur, Schauspieldirektor und Dozent
- Jočić, Bogdan (* 2001), serbischer Fußballspieler
- Jočić, Dragan (* 1960), serbischer Politiker, Innenminister von Serbien
- Jočienė, Danutė (* 1970), litauische Richterin
- Jocis, Uģis (* 1993), lettischer Mittel- und Langstreckenläufer
- Jöck, Hermann (1873–1925), deutscher Jurist und Politiker
- Jöckel, Heinrich (1899–1946), deutscher SS-Hauptsturmführer und Kommandant der Kleinen Festung Theresienstadt
- Jöckel, Hermann (1835–1927), Landtagsabgeordneter Großherzogtum Hessen
- Jöckel, Hermann (1920–1991), deutscher Fußballspieler
- Jöckel, Karl-Heinz (* 1953), deutscher Epidemiologe und Hochschullehrer
- Jockel, Oscar (* 1995), deutscher Dirigent und KomponistOscar Jockel (* 1995)

Oscar Jockel (* 1995)

- Jöckel, Sven (* 1977), deutscher Kommunikationswissenschaftler
- Jöckel, Wolf (* 1940), deutscher Arzt und Autor
- Jockenhövel, Albrecht (* 1943), deutscher Prähistoriker
- Jöcker, Detlev (* 1951), deutscher Komponist und VerlegerDetlev Jöcker (* 1951)

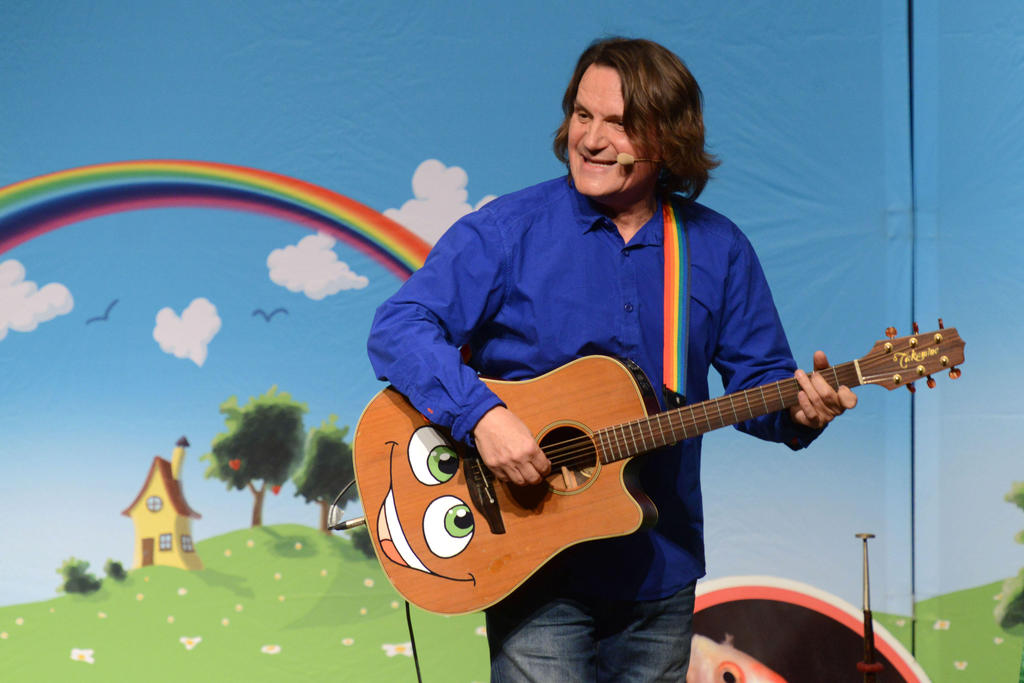
Detlev Jöcker (* 1951)

- Jockers, Ernst (1887–1963), deutscher Schriftsteller, Lehrer, Hochschullehrer und Germanist
- Jockers, Klaus (* 1940), deutscher Astrophysiker
- Jockisch, Walter (1907–1970), deutscher Opernregisseur und -intendant
- Jöckle, Clemens (1950–2014), deutscher Kunsthistoriker und Leiter der Städtischen Galerie Speyer
- Jocks, Heinz-Norbert (* 1955), deutscher Journalist, Autor und Publizist
- Jockusch, Brigitte (* 1939), deutsche Zoologin und Zellbiologin
- Jockusch, Carl (* 1941), US-amerikanischer Mathematiker und mathematischer Logiker
- Jockusch, Harald (* 1939), deutscher Biologe
- Jockusch, Horst (1925–2014), deutscher Künstler und Grafiker
- Jockusch, Margarethe (1908–1994), deutsche Buchhändlerin
- Jockusch, Wilhelm (1867–1945), Oberbürgermeister der Stadt Lüdenscheid
- Jockwig, Klemens (* 1936), deutscher Theologe, Hochschullehrer in Hennef-Geistingen und Sankt Augustin
- Jocteur-Monrozier, Pierrik (* 1998), französischer Mittelstreckenläufer
- Jocys, Evaldas (* 1975), litauischer Basketballspieler
- Jocytė, Justė (* 2005), litauisch-US-amerikanische Basketballspielerin

### Jod
- Jōdai, Tano (1886–1982), japanischer Hochschullehrer und Pazifist
- Jòdar i Muñoz, Julià de (* 1942), katalanischer Schriftsteller
- Jodar, Jean-François (* 1949), französischer Fußballspieler und -trainer
- Jódar, Rafael (* 2006), spanischer Tennisspieler
- Jodard, Jean-Philippe (* 1966), französischer Beachvolleyballspieler
- Jöde, Christoph (* 1985), deutscher Schauspieler
- Jode, Cornelis de (1568–1600), niederländischer Kartograph
- Jöde, Fritz (1887–1970), deutscher Musikpädagoge
- Jode, Hans de (* 1630), niederländischer Maler
- Jode, Pieter de der Ältere (1570–1634), Kupferstecher
- Jode, Pieter de der Jüngere, niederländischer Kupferstecher
- Jodelle, Étienne (1532–1573), französischer Autor
- Jödemann, Daniel (* 1978), deutscher Autor von Fantasyliteratur
- Joder, Kristina (* 1978), US-amerikanische Skilangläuferin
- Joder, Rudolf (* 1950), Schweizer Politiker (SVP)
- Joder, Ruedi (* 1979), Schweizer Handballspieler
- Jodet, Pierre (1921–2016), französischer Radrennfahrer
- Jodexnis, Kersten (* 1956), deutscher Versicherungsunternehmer
- Jodice, Mimmo (* 1934), italienischer Fotograf
- Jödicke, Carl (1894–1978), deutscher Verlagsmanager und Prokurist
- Jodin, Jean (1713–1761), französischer Uhrmacher, Autor und Enzyklopädist
- Jodin, Marie-Madeleine (1741–1790), französische Schauspielerin, Autorin
- Jodko, Maciej (* 1982), polnischer Snowboarder
- Jodl, Alfred (1890–1946), deutscher Generaloberst im Zweiten WeltkriegAlfred Jodl (1890–1946)

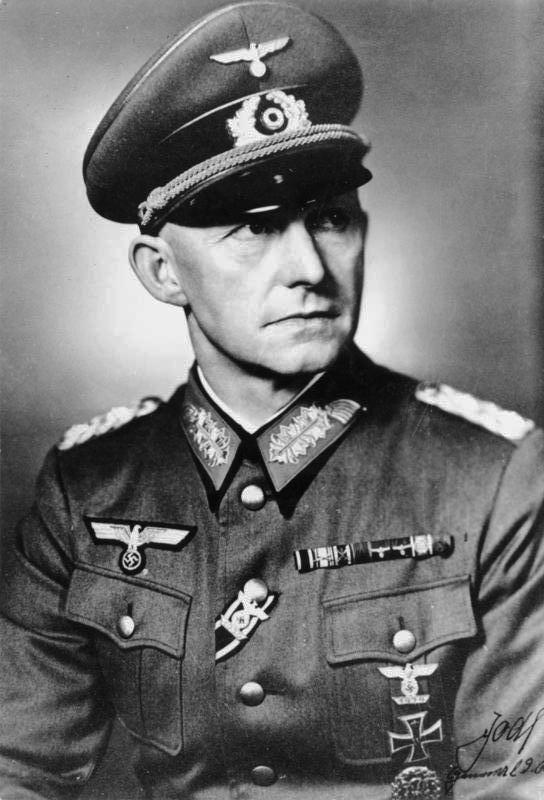
Alfred Jodl (1890–1946)

- Jodl, Ferdinand (1805–1882), deutscher Architekt und Architekturmaler
- Jodl, Ferdinand (1861–1941), bayerischer Generalleutnant
- Jodl, Ferdinand (1896–1956), deutscher General der Gebirgstruppe im Zweiten Weltkrieg
- Jodl, Friedrich (1849–1914), deutscher Philosoph und Psychologe
- Jodlbauer, Albert (1871–1945), deutscher Mediziner, Pharmakologe und Toxikologe
- Jodlbauer, Herbert (* 1965), österreichischer Wissenschaftler
- Jodlová, Michaela, tschechische Fotografin und Schauspielerin
- Jodłowiec, Tomasz (* 1985), polnischer Fußballspieler
- Jodogne, Omer (1908–1996), belgischer Romanist und Mediävist
- Jodoin, Clément (* 1952), kanadischer Eishockeyspieler und -trainer
- Jodoin, Daniel (* 1957), kanadischer Geistlicher, römisch-katholischer Bischof von Nicolet
- Jodoin, Florent (1922–2008), kanadischer Radrennfahrer
- Jodoin, René (1920–2015), kanadischer Filmproduzent, Regisseur und Animator
- Jodok, bretonischer Einsiedler und Klostergründer
- Jodorowsky, Alejandro (* 1929), chilenischer Regisseur, Schauspieler und AutorAlejandro Jodorowsky (* 1929)

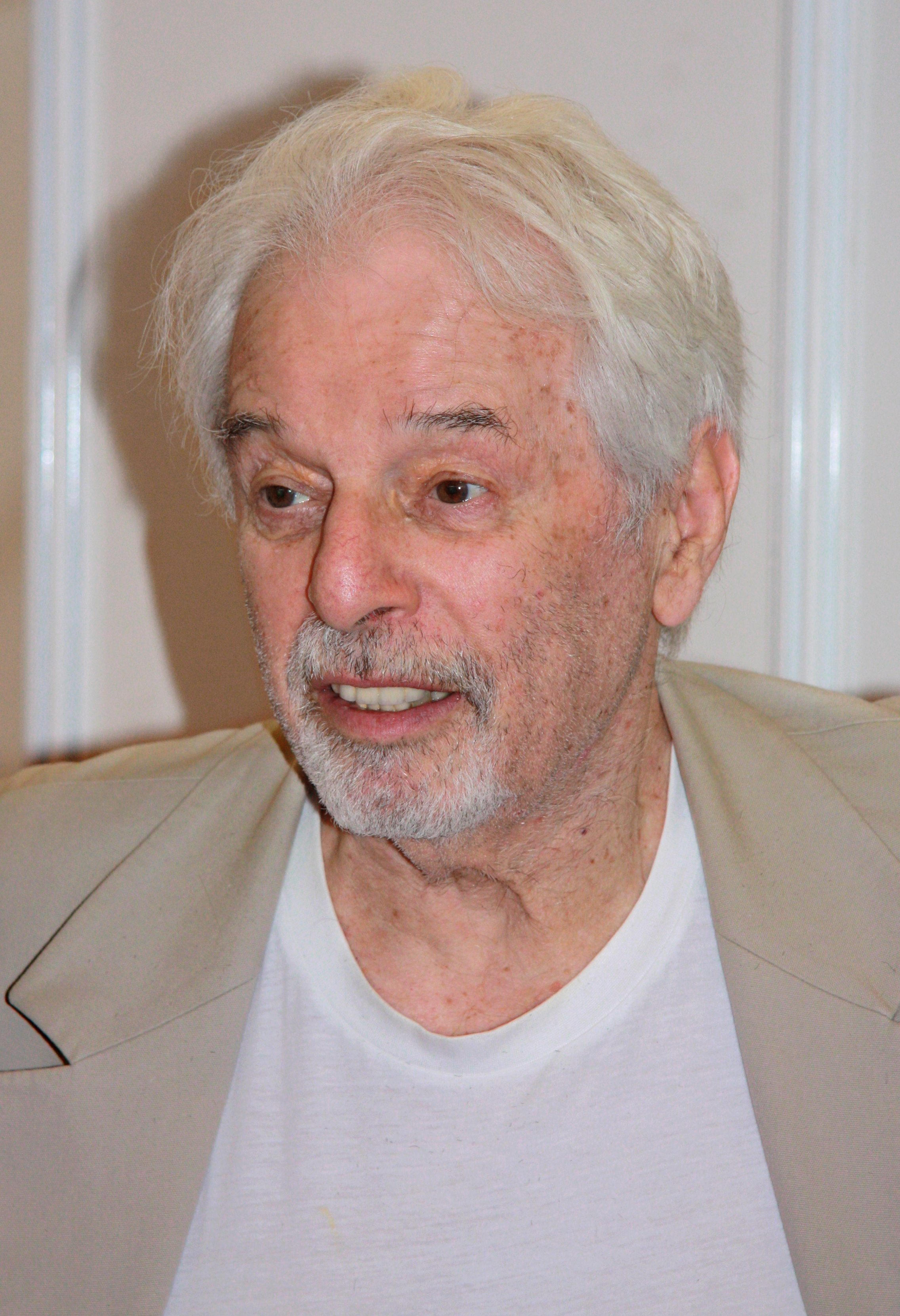
Alejandro Jodorowsky (* 1929)

- Jodorowsky, Brontis (* 1962), mexikanisch-französischer Schauspieler und Theaterregisseur
- Jodos, Ernesto (* 1973), argentinischer Jazzmusiker (Piano, Komposition)
- Jodts, Sven (* 1988), belgischer Straßenradrennfahrer

### Joe
- Joe (* 1973), US-amerikanischer R&B-Sänger
- Joe the Plumber (1973–2023), US-amerikanischer Handwerker
- Joe, Alicia, deutsche Webvideoproduzentin, Influencerin, Streamerin und AutorinAlicia Joe

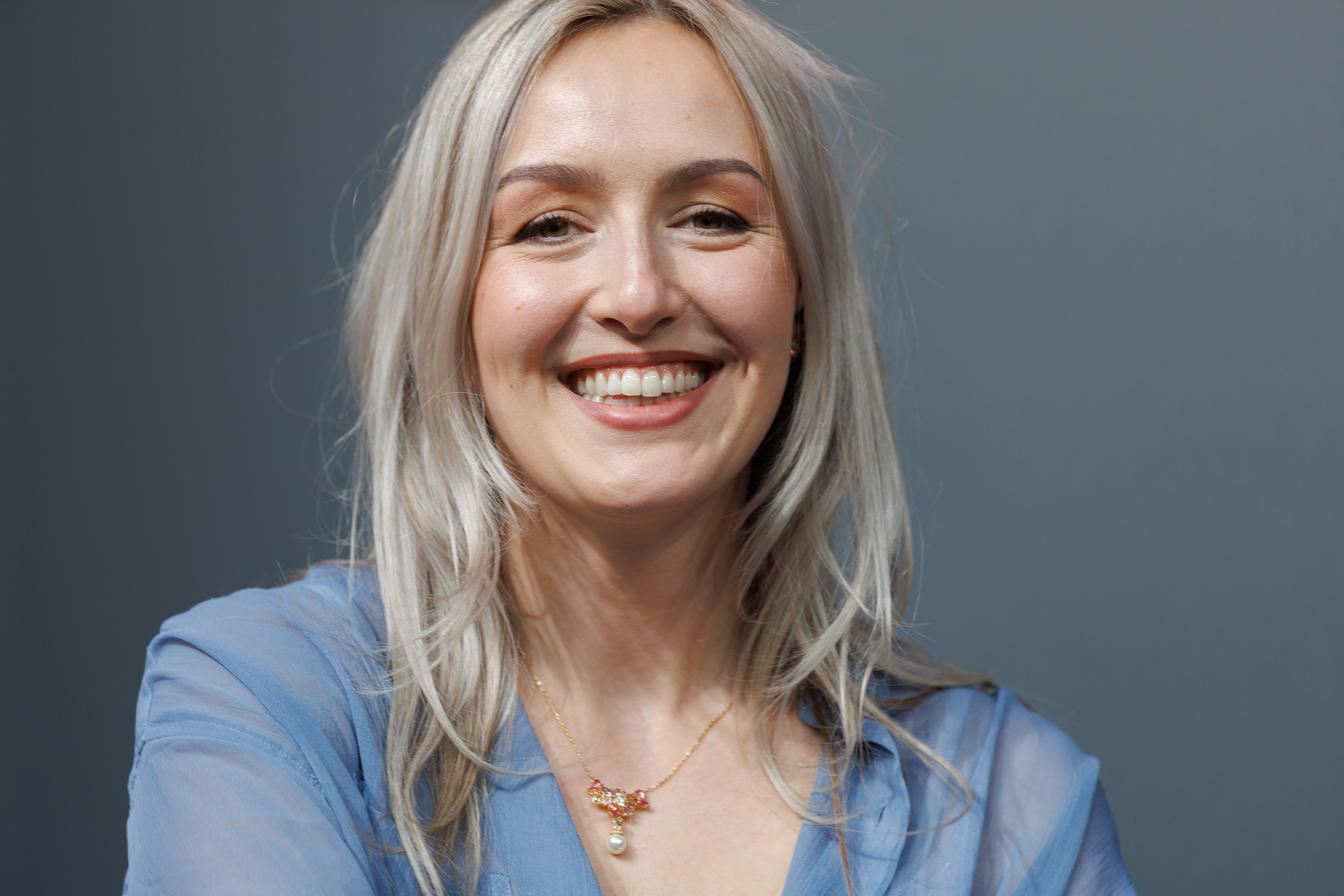
Alicia Joe

- Joe, Anthony (* 1996), australischer Badmintonspieler
- Joe, Billa (* 1996), deutscher Rapper
- Joe, Colin (* 1988), chinesisch-kanadischer Eishockeyspieler
- Joe, Cousin (1907–1989), US-amerikanischer Blues- und Jazz-Musiker
- Joe, Deph (* 1977), österreichischer Musiker
- Joe, Isaiah (* 1999), US-amerikanischer Basketballspieler
- Joe, Rita (1932–2007), indianisch-kanadische Dichterin und Songwriterin
- Jõeäär, Gert (* 1987), estnischer Straßenradrennfahrer
- Joechel, Peer (* 1967), deutscher Bobfahrer
- Joeckle, Andra (* 1967), deutsche Schriftstellerin
- Joecks, Wolfgang (1953–2016), deutscher Strafrechtler, Hochschullehrer, Richter und Kommunalpolitiker (SPD)
- Joeden, Frieda Blanca von (1875–1953), deutsche (Blumen-)Malerin, Grafikerin und Lehrerin
- Joeden-Koniecpolski, Oskar von (1830–1891), deutscher Rittergutsbesitzer und Verwaltungsbeamter
- Joedicke, Jürgen (1925–2015), deutscher Architekt, Architekturtheoretiker und Hochschullehrer
- Joedicke, Theodor (1899–1996), deutscher Arzt und Inspekteur des Sanitätswesens
- Joehnk, Peter (* 1952), deutscher Verwaltungswirt und Wirtschaftsingenieur
- Joel, König des christlich-nubischen Königreiches von Dotawo
- Joel ben Simeon, deutscher und italienischer jüdischer Buchillustrator
- Jóel Sigurðsson (1924–2003), isländischer Leichtathlet
- Joel, Alexander (* 1971), britischer Pianist und Dirigent
- Joel, Amos E. (1918–2008), US-amerikanischer Elektroingenieur
- Joel, Anselm Otto (1898–1961), deutscher Kommunalpolitiker
- Joel, Antje (* 1966), deutsche Journalistin
- Joel, Aviva (* 1949), israelische Schauspielerin
- Joel, Billy (* 1949), US-amerikanischer Sänger und SongschreiberBilly Joel (* 1949)

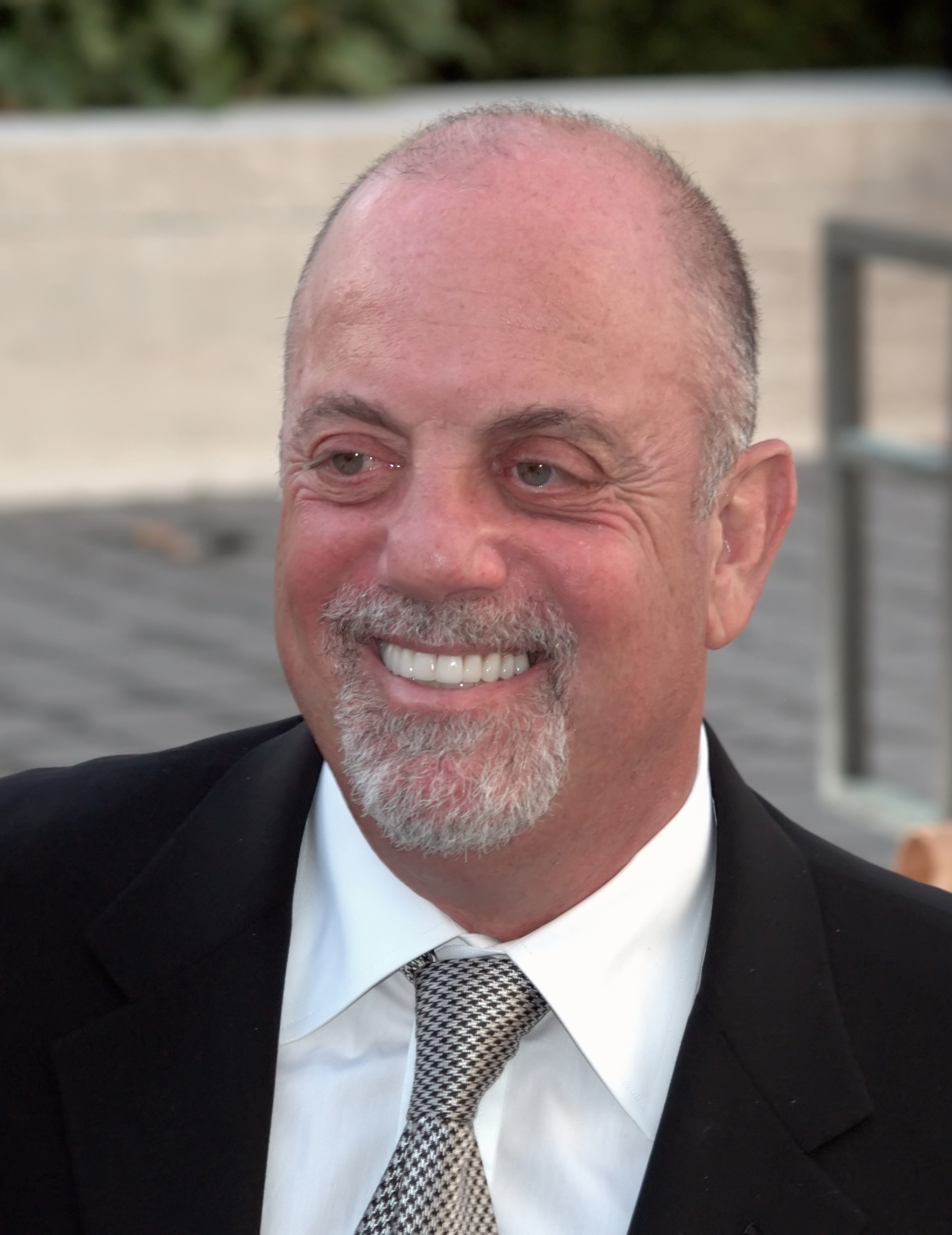
Billy Joel (* 1949)

- Joël, Charlotte, deutsche Fotografin
- Joël, Curt (1865–1945), deutscher Jurist, Verwaltungsbeamter und Politiker (parteilos)
- Joel, Delvin, vanuatische Fußballschiedsrichterin
- Joel, Diederrick (* 1993), kamerunischer Fußballspieler
- Joel, Franziskus (1508–1579), ungarischer Pharmakologe und Mediziner
- Joel, Georg (1898–1981), deutscher Politiker (NSDAP, DRP), MdR, MdL
- Joel, Grace (1865–1924), neuseeländische Malerin
- Joël, Günther (1899–1986), deutscher Jurist und Ministerialbeamter
- Joël, Günther (1903–1978), deutscher Jurist, Ministerialbeamter und verurteilter Kriegsverbrecher
- Joel, Hans Theodor (1892–1936), deutscher Journalist
- Jöel, Henri (* 1986), ivorischer Fußballspieler
- Joël, Hermann (1821–1880), deutscher Religionspädagoge und Rabbiner
- Joël, Karl (1864–1934), deutscher Philosoph
- Joel, Karl Amson (1889–1982), deutscher Textilkaufmann und -fabrikant
- Joël, Louis (1823–1892), Schweizer Politiker (FDP)
- Joël, Manuel (1826–1890), jüdischer Gelehrter
- Joel, Otto (1856–1916), italienischer Bankier deutscher Herkunft
- Joel, William, US-amerikanischer Komponist, Lyriker und Informatiker
- Joelinton (* 1996), brasilianischer FußballspielerJoelinton (* 1996)

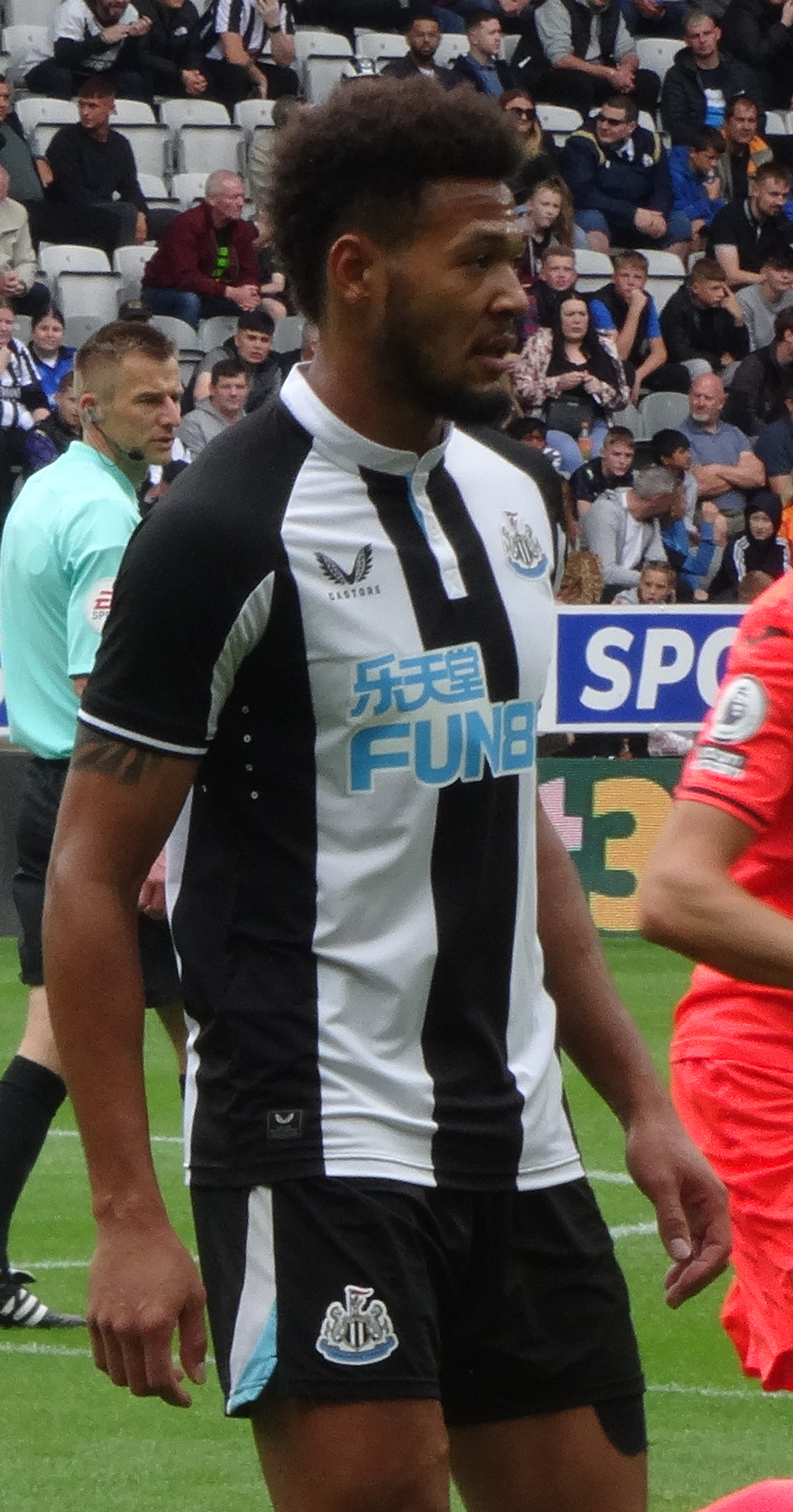
Joelinton (* 1996)

- Joella-Sewnundun, Urmila (* 1968), surinamische Diplomatin und Politikerin
- Joelsen, Sofus (1945–2009), grönländischer Politiker
- Joelsen, Walter (1926–2023), deutscher Zeitzeuge des Holocaust
- Joelson, Charles Samuel (1916–1999), US-amerikanischer Jurist und Politiker
- Joens, Nicole (* 1961), deutsche Drehbuchautorin und Produzentin
- Joensen, Asbjørn (1927–1993), färöischer Politiker (Sjálvstýrisflokkurin)
- Joensen, Bodil (1944–1985), dänische Pornodarstellerin
- Joensen, Edmund (* 1944), färöischer Politiker der Unionisten (Sambandsflokkurin), Mitglied des Folketing
- Joensen, Hans Jacob (1938–2021), färöischer lutherischer Geistlicher und Bischof der Färöer
- Joensen, Heri (* 1973), färöischer Metal-Musiker
- Joensen, Johan Carl (1857–1907), färöischer Kaufmann, Historisker und kommissarischer Inspektor in Grönland
- Joensen, Margit Gaard (* 1974), färöische Fußballspielerin
- Joensen, Ove (1948–1987), färöischer Abenteurer und RudererOve Joensen (1948–1987)

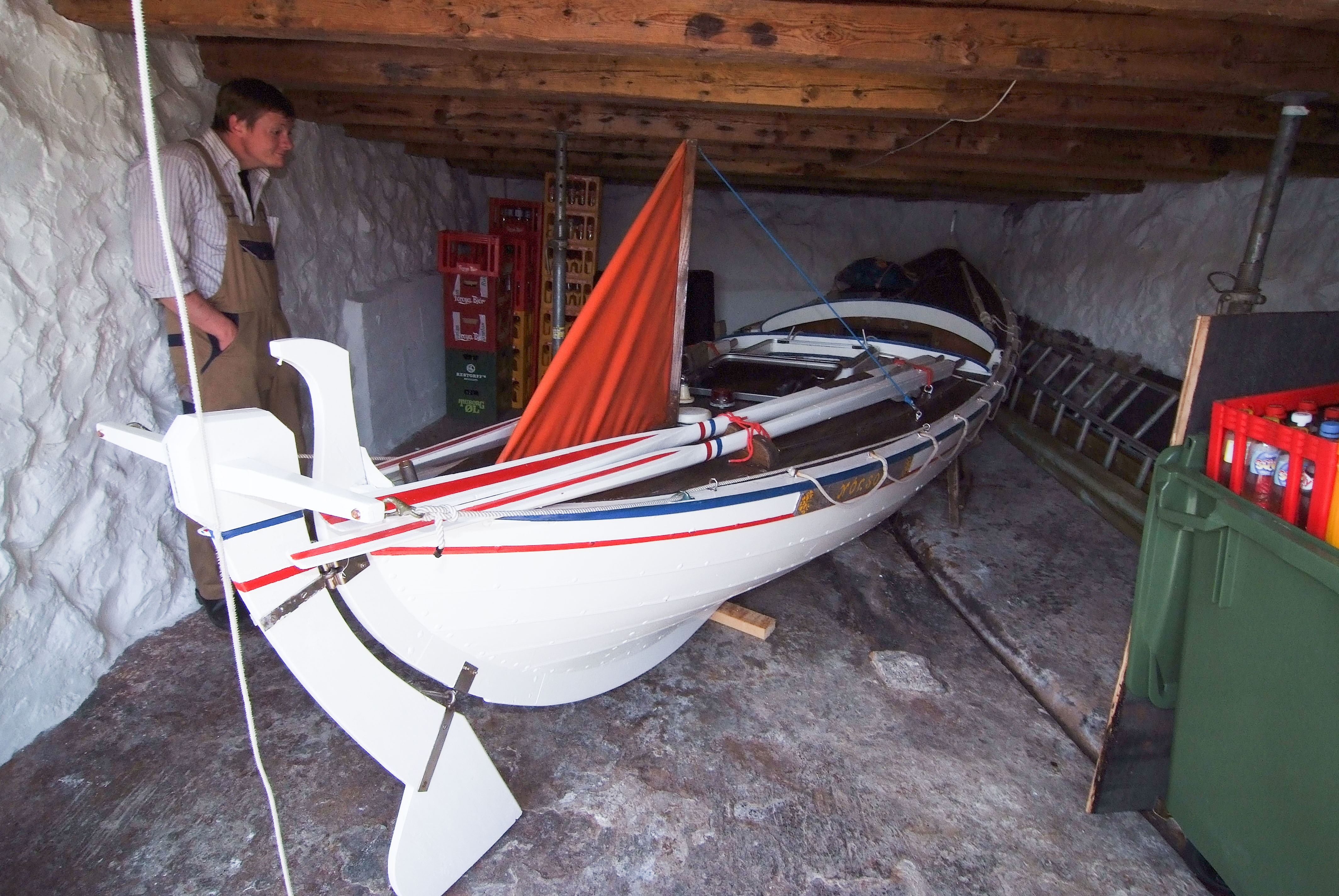
Ove Joensen (1948–1987)

- Joensen, Pál (* 1990), färöischer Schwimmer
- Joensen, Poul F. (1898–1970), färöischer Dichter
- Joensen, Sigrið av Skarði (1908–1975), färöische Publizistin, Lehrerin und Feministin
- Joensen, Sigurð (1911–1993), färöischer Politiker und Schriftsteller
- Joensen, William (* 1960), US-amerikanischer Geistlicher und römisch-katholischer Bischof von Des Moines
- Joensen-Mikines, Sámal (1906–1979), färöischer Maler
- Joensuu, Jasmi (* 1996), finnische Skilangläuferin
- Joensuu, Jesse (* 1987), finnischer Eishockeyspieler
- Joensuu, Matti Y. (1948–2011), finnischer Schriftsteller und Journalist
- Jõepere, Eduard, estnischer Fußballspieler
- Joeppen, Heinrich (1853–1927), deutscher Geistlicher
- Joerden, Jan C. (* 1953), deutscher Rechtswissenschaftler und Hochschullehrer
- Joerden, Rudolf (1901–1985), deutscher Bibliothekar
- Joeres, Annika (* 1978), deutsche Journalistin und BuchautorinAnnika Joeres (* 1978)

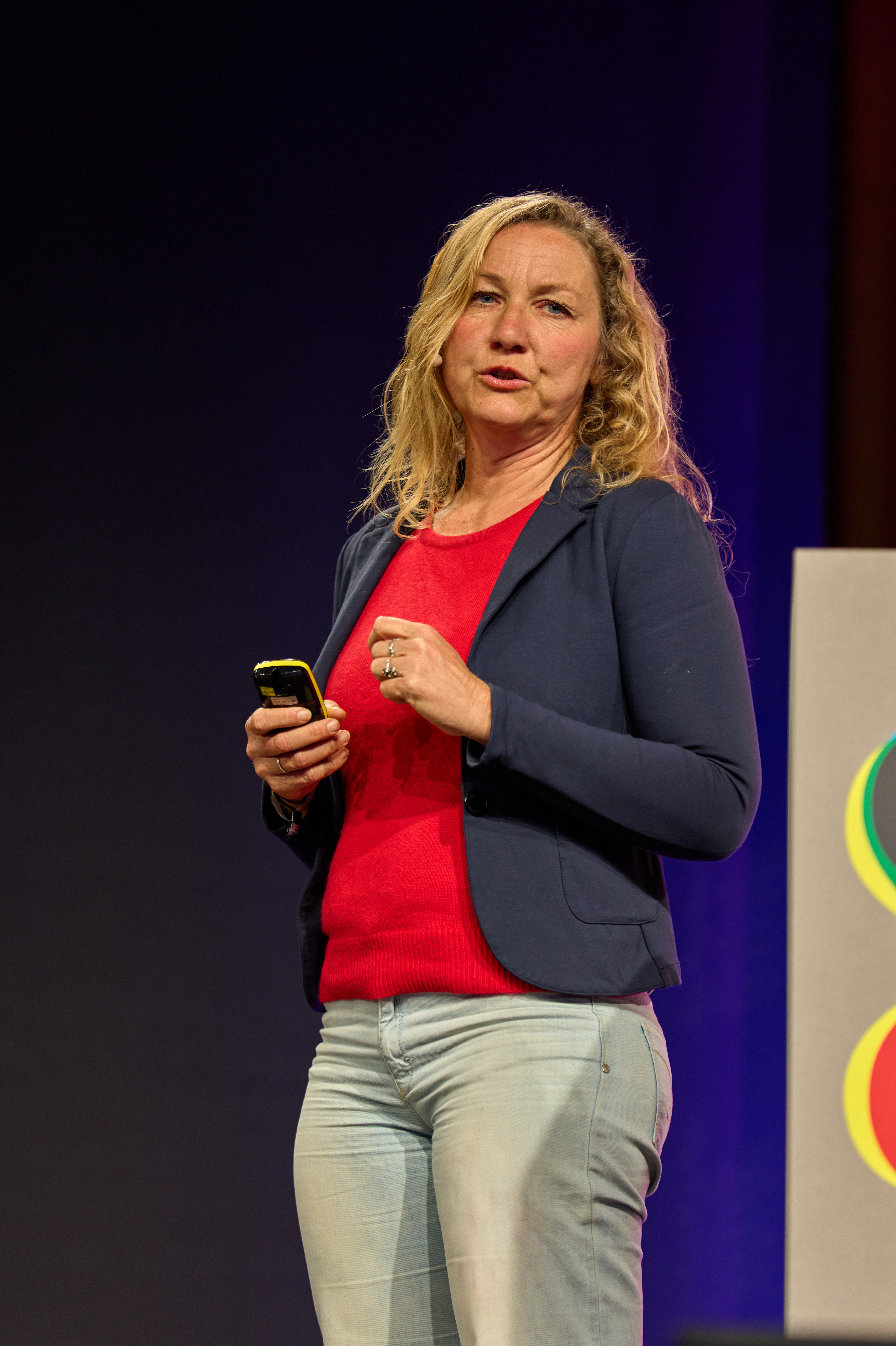
Annika Joeres (* 1978)

- Joeres, Charlotte (1916–2007), deutsche Schauspielerin, Hörspiel- und Synchronsprecherin
- Joeres, Dirk (* 1947), deutscher Pianist und Dirigent
- Joeres, Hans-Ulrich (* 1955), deutscher Jurist, Richter am Bundesgerichtshof
- Joerg, Guido Johannes (* 1962), deutscher Musikwissenschaftler
- Joerg, W. L. G. (1885–1952), US-amerikanischer Geograf, Kartograf und Archivar
- Joerges, Christian (1943–2025), deutscher Rechtswissenschaftler und Hochschullehrer
- Joerges, Edwin (* 1901), deutscher Verwaltungsjurist
- Joerges, Ernst (1874–1926), deutscher Jurist und Politiker
- Joerges, Rudolf (1868–1957), deutscher Rechtswissenschaftler
- Joerin, Hanns (1888–1961), Schweizer Bildhauer
- Joeris, Heriberta (1877–1943), deutsche römisch-katholische Ordensfrau, Missionsschwester und Märtyrin
- Joerk, Heinz (* 1919), deutscher Fußballtrainer
- Joerres, Peter (1837–1915), deutscher Historiker und Heimatforscher
- Jõerüüt, Jaak (* 1947), estnischer Schriftsteller, Politiker und Diplomat
- Joesoef, Daoed (1926–2018), indonesischer Wissenschaftler und Politiker
- Joest, Carl (1858–1942), deutscher Rittergutsbesitzer, Unternehmer und Politiker
- Joest, Eduard (1821–1892), deutscher Unternehmer und Zuckerfabrikant
- Joest, Elisabeth (* 1893), deutsche Schriftstellerin
- Joest, Ernst (1873–1926), deutscher Veterinärmediziner
- Joest, Jan, niederländischer Maler
- Joest, Karl Julius (1896–1975), deutscher Maler
- Joest, Manuela (* 1962), deutsche Schauspielerin
- Joest, Reinhold (* 1937), deutscher Automobilrennfahrer und Teamchef
- Joest, Wilfried (1914–1995), deutscher Theologe und Professor
- Joest, Wilhelm (1852–1897), deutscher Ethnograf und Weltreisender
- Joesten, Heinrich Joseph (1763–1829), deutscher Jurist und Kommunalpolitiker
- Joesten, Joachim (1907–1975), deutsch-amerikanischer Journalist und Publizist
- Joesten, Joseph (1850–1909), deutscher Staatsbeamter und Schriftsteller
- Joester, Emely (* 2004), deutsche Fußballspielerin
- Joetze, Günter (1933–2019), deutscher Diplomat und Botschafter
- Joeystarr (* 1967), französischer Rapper und SchauspielerJoeystarr (* 1967)

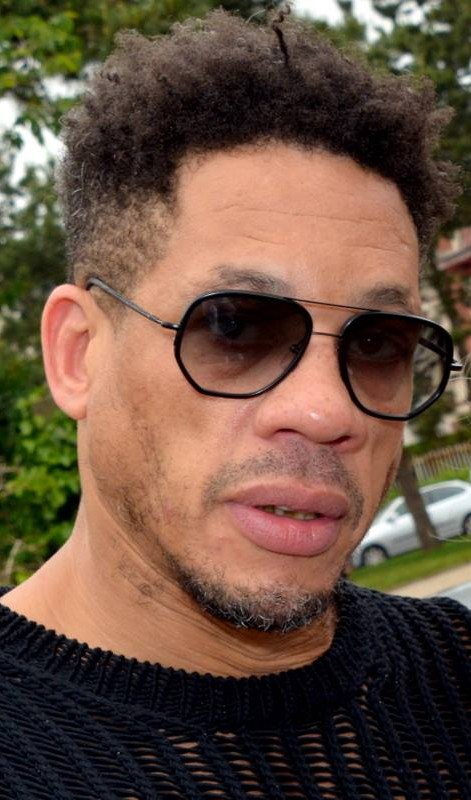
Joeystarr (* 1967)

### Jof
- Joffa, Bernard (* 1955), US-amerikanischer Filmproduzent, Filmregisseur und Drehbuchautor
- Joffe, Abram Fjodorowitsch (1880–1960), sowjetischer Physiker
- Joffe, Adolf Abramowitsch (1883–1927), sowjetischer Revolutionär und Weggefährte Trotzkis
- Joffé, Alex (1918–1995), französischer Filmregisseur, Drehbuchautor und Schauspieler
- Joffe, Avraham (1913–1983), israelischer General und Politiker
- Joffe, Boris Lasarewitsch (1926–2022), russischer Physiker
- Joffe, Carol, Szenenbildnerin
- Joffe, Charles H. (1929–2008), amerikanischer Filmproduzent
- Joffé, George (1940–2022), britischer Geograph
- Joffe, Gideon (* 1972), deutscher Unternehmensberater und Unternehmer
- Joffe, Joel (1932–2017), südafrikanischer Jurist, Politiker der Labour Party und Menschenrechtsanwalt
- Joffe, Josef (* 1944), deutscher Publizist, Verleger und DozentJosef Joffe (* 1944)

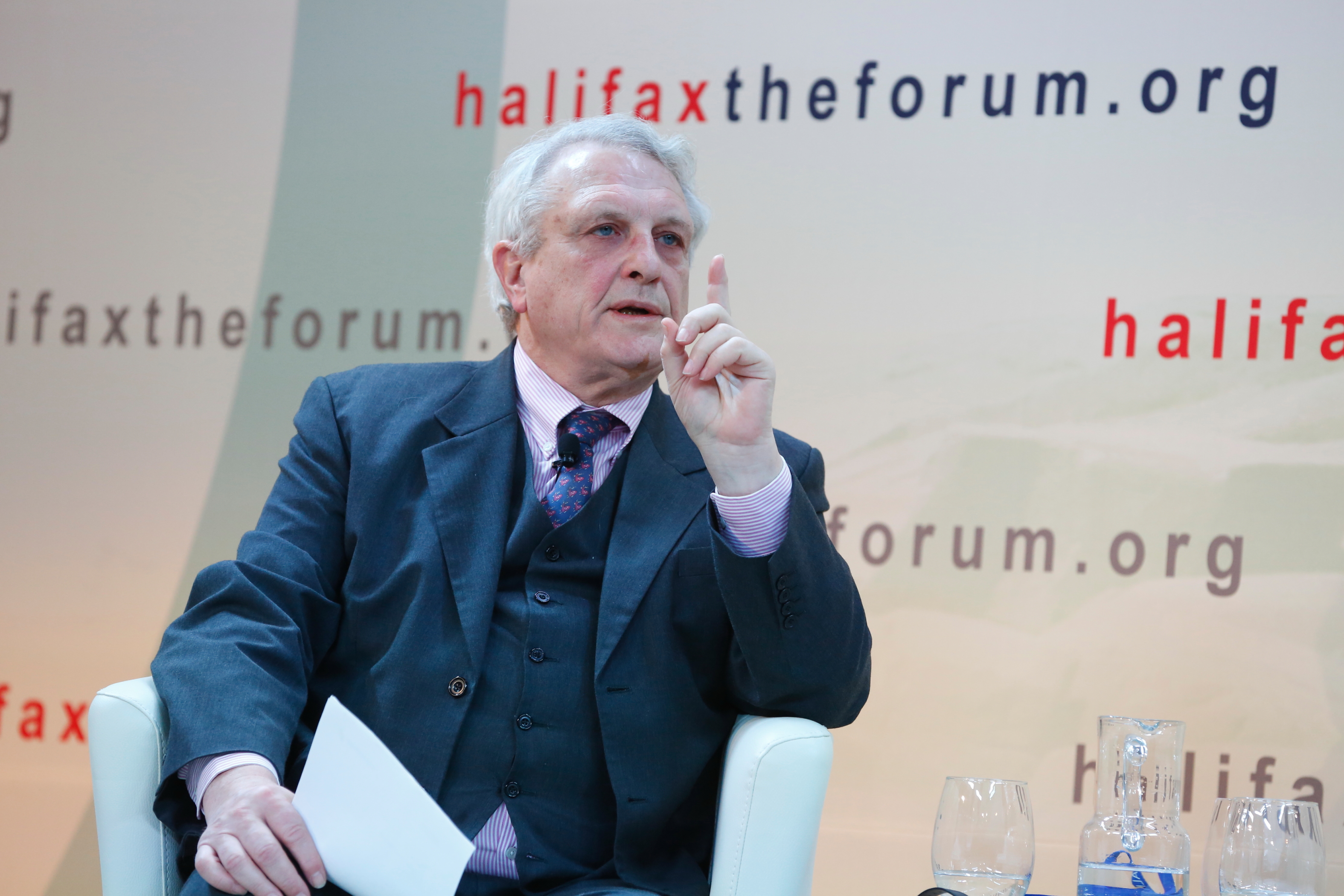
Josef Joffe (* 1944)

- Joffe, Nadeschda Adolfowna (1906–1999), sowjetische Trotzkistin
- Joffe, Pitta (* 1947), südafrikanische Botanikerin und Sachbuchautorin
- Joffé, Roland (* 1945), französisch-britischer Regisseur und Produzent
- Joffé, Rowan (* 1973), britischer Drehbuchautor, Filmregisseur und Filmproduzent
- Joffe, Ud (* 1967), israelischer Dirigent
- Joffily, João Irineu (1878–1950), brasilianischer Geistlicher, Erzbischof von Belém do Pará
- Joffo, Joseph (1931–2018), französischer Autor
- Joffre, Joseph (1852–1931), französischer General, Mitglied der Académie française, Marschall von FrankreichJoseph Joffre (1852–1931)

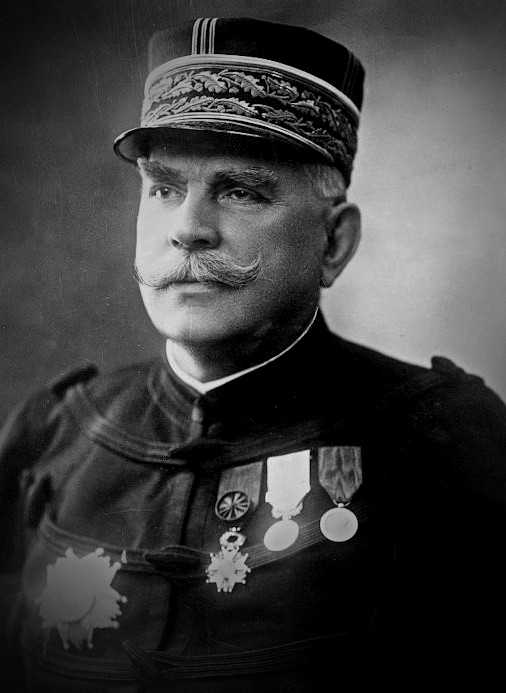
Joseph Joffre (1852–1931)

- Joffrey, Robert (1930–1988), US-amerikanischer Tänzer, Produzent und Choreograf afghanischer Abstammung
- Joffrin, Laurent (* 1952), französischer Journalist, Autor, Politiker
- Joffroy, Pierre (1929–2008), französischer Schriftsteller, Dramaturg und Journalist
- Joffroy, René (1915–1986), französischer Archäologe
- Jofré Giraudo, Samuel (* 1957), argentinischer Geistlicher und Bischof von Villa María
- Jofre, Éder (1936–2022), brasilianischer Boxer
- Jofré, Pablo (* 1974), chilenischer Dichter
- Jōfuku, Hiroshi (* 1961), japanischer Fußballspieler und -trainer

### Jog
- Jog, Vishnu Govind (1922–2004), indischer Geiger
- Joger, Ulrich (* 1955), deutscher Biologe, Hochschullehrer und Museumsdirektor
- Jõgever, Jaan (1860–1924), estnischer Sprachwissenschaftler
- Joggerst, Mark (* 1971), deutscher Filmkomponist, Arrangeur und Pianist
- Joggi, Mathias (* 1986), Schweizer Eishockeyspieler
- Jogi, Ajit (1946–2020), indischer Politiker
- Jõgi, Olev (1919–1989), estnischer Literaturwissenschaftler und Übersetzer
- Jogia, Avan (* 1992), kanadischer SchauspielerAvan Jogia (* 1992)

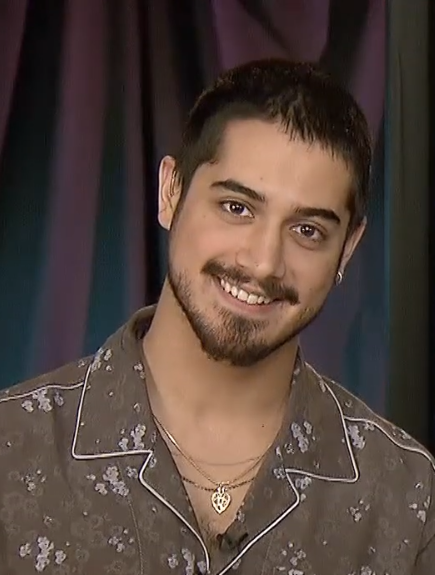
Avan Jogia (* 1992)

- Jogia, Joe (* 1975), englischer Snookerspieler
- Jogiches, Leo (1867–1919), russischer Politiker
- Jogis, Chris (* 1965), US-amerikanischer Badmintonspieler
- Jõgisalu, Harri (1922–2014), estnischer Schriftsteller
- Joglekar, Kashmira (* 1985), indische Badmintonspielerin
- Jōgo, Hisashi (* 1986), japanischer Fußballspieler
- Jogschies, Rainer (* 1954), deutscher Politologe und Publizist
- Jogues, Isaak (1607–1646), französischer Priester und Missionar, Heiliger der römisch-katholischen Kirche
- Jógvansdóttir, Sonja (* 1977), färöische Politikerin
- Jógvansson, Jákup, Løgmaður der Färöer
- Jógvansson, Óli (* 1969), färingischer Liedermacher und Komponist